# 嶺南建築

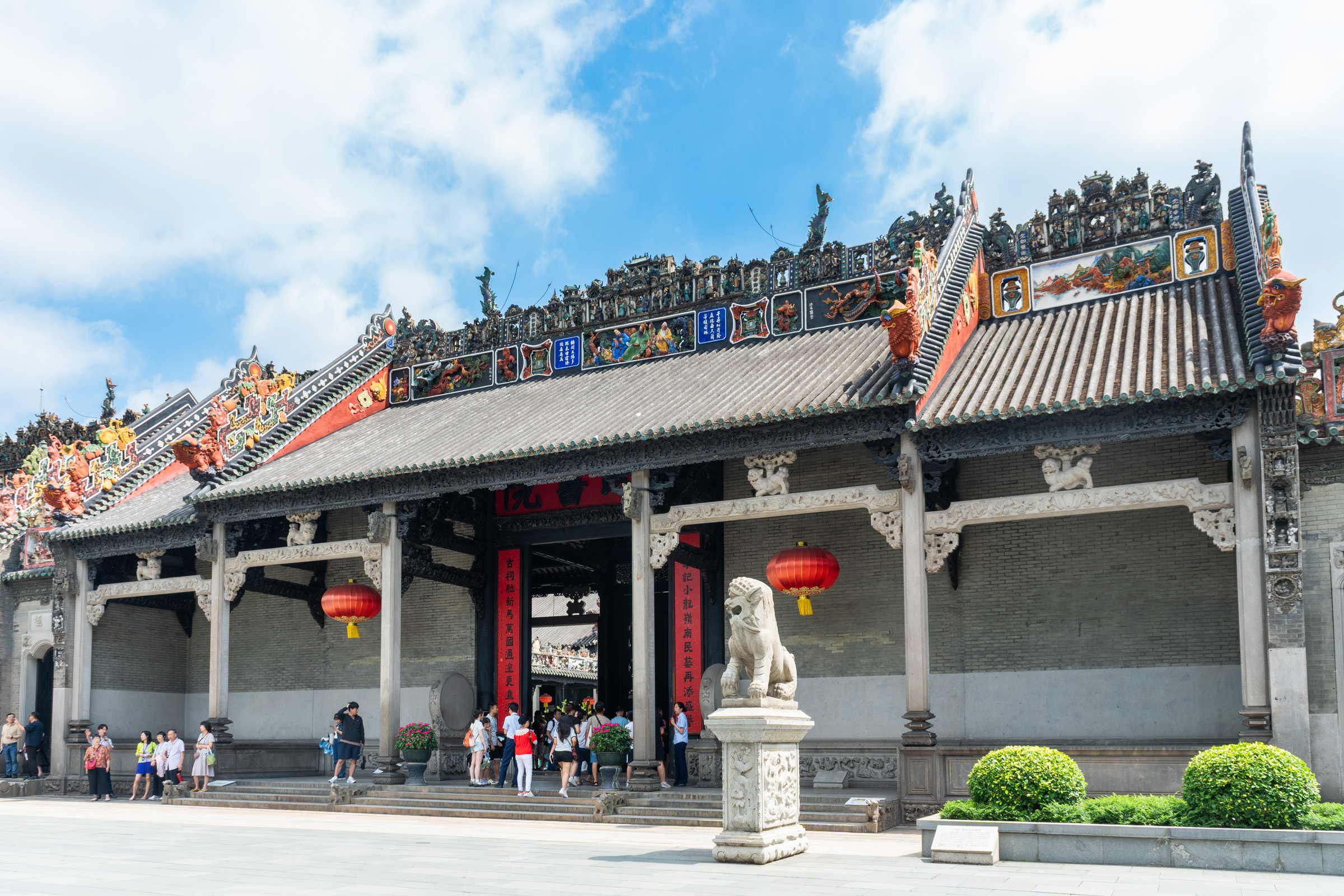
广州西關的陳氏書院是一座很典型的嶺南建築，始建於19世紀末，使用许多民間工藝品和雕塑做裝飾

嶺南建築常专指嶺南地區广府民系的建筑，而同样居住在岭南地区的潮汕民系和客家民系则各自有独特的建筑风格。岭南地区气候暖湿，形成自身独特的建筑风格。

## 南越建筑
在7世纪之前，岭南地区的南越人并未经历深重汉化而有着自身的建筑风格。在广东省和广西省的南越遗址可以窥见南越建筑的一些特色。

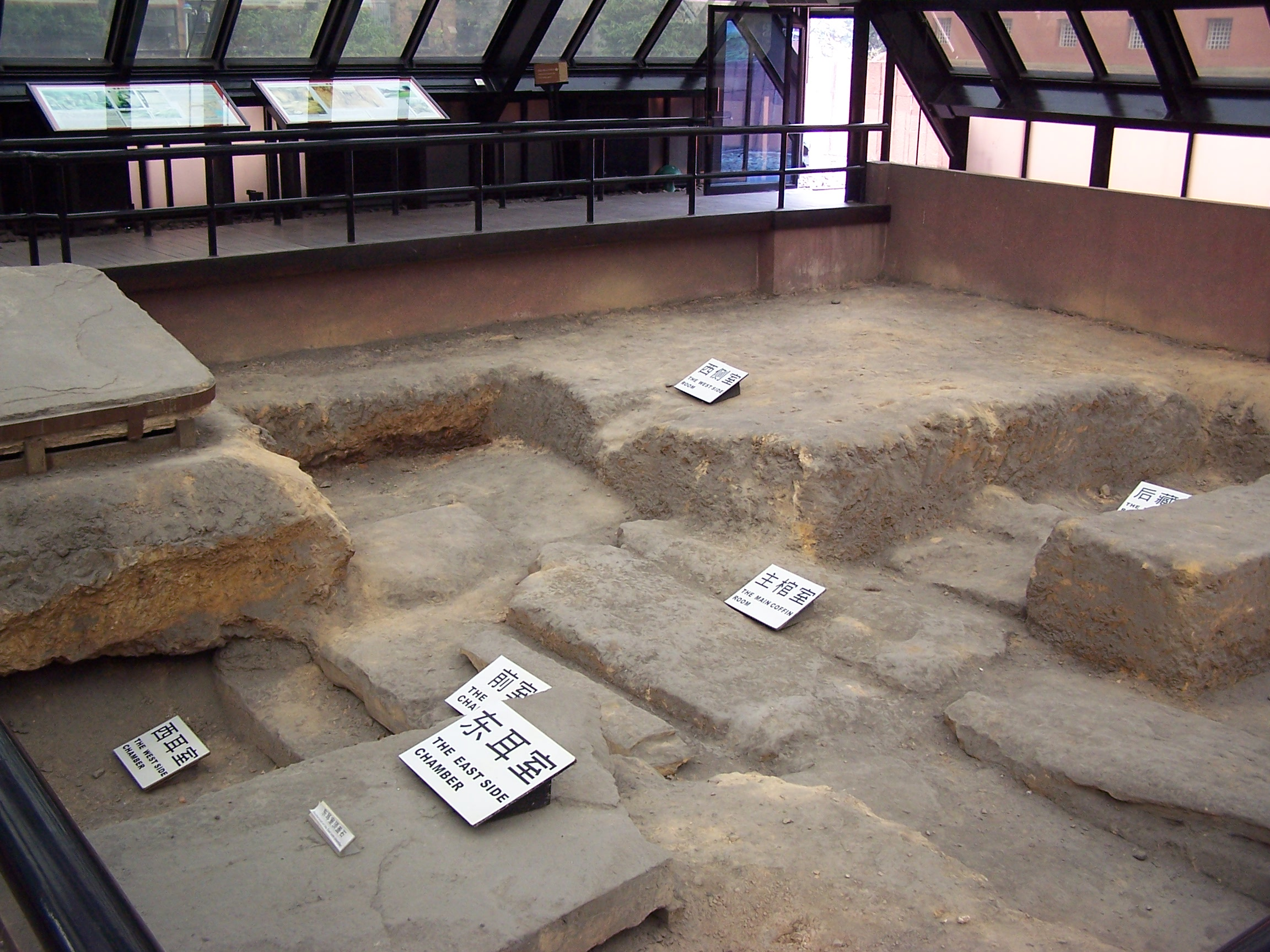
廣州南越王墓東耳室
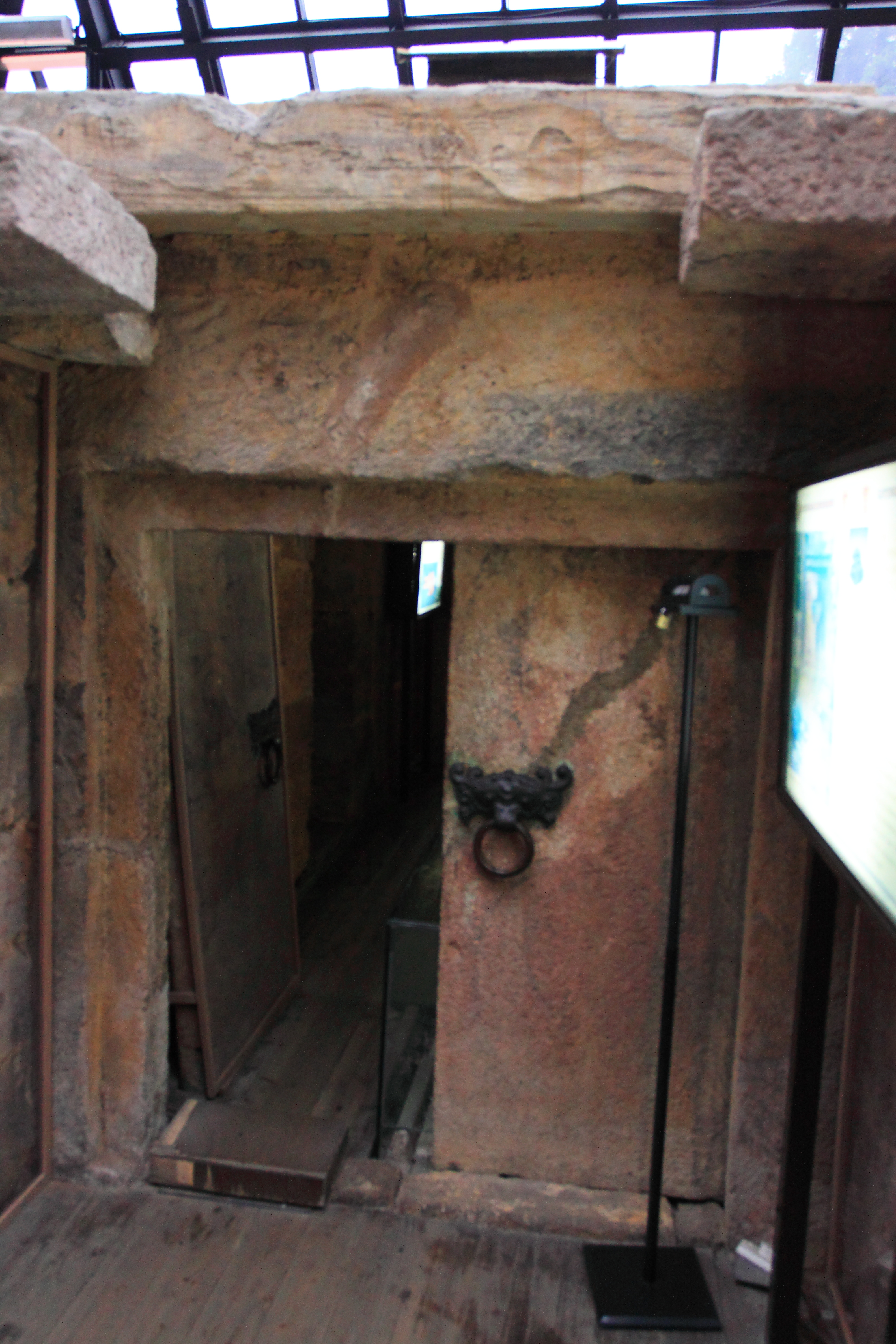
南越王墓墓室
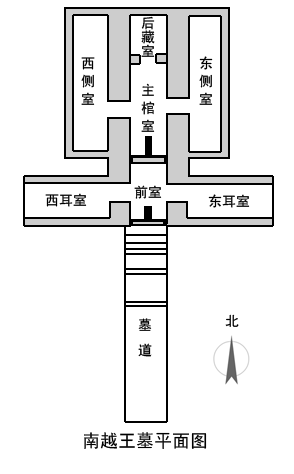
南越王墓平面圖
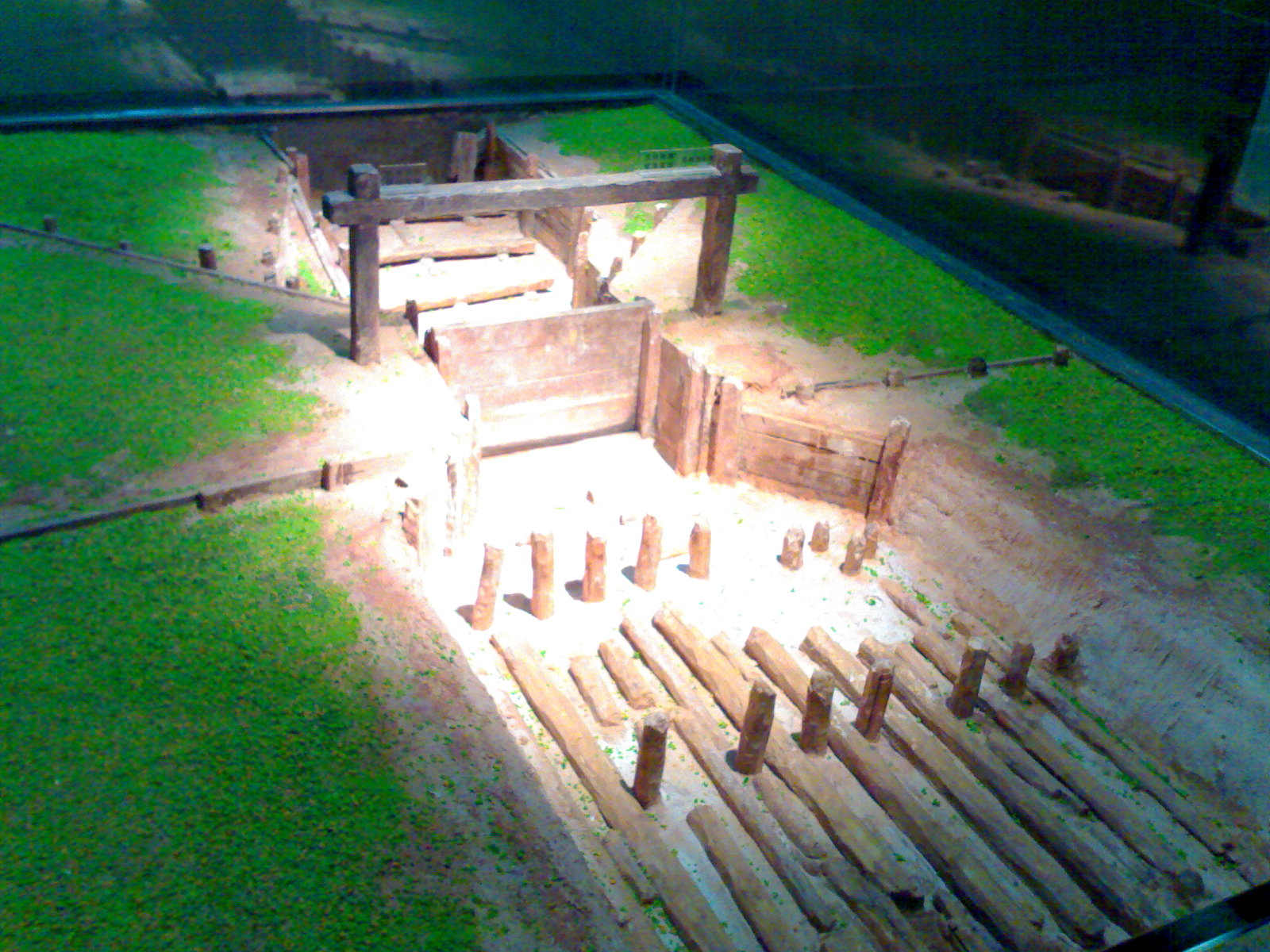
南越水閘模型

## 唐朝时期的岭南建築
在唐代至宋代期间，岭南地区汉化加深。4世纪至10世纪的隋唐时期，许多中原的佛教僧侣南下至岭南传播佛法。如今岭南地区仍然存在颇具唐代风格的佛寺，如广州光孝寺。
现代以来，岭南又出现仿照唐代一些建筑风格的仿唐建筑。以規模宏大、規劃嚴謹、色調簡潔著称，以木头作原料，并试图结合艺术性和结构性；但部分特征亦能见到日本建筑的影响。如香港在20世纪初建造的志蓮淨苑。

廣州光孝寺鼓樓
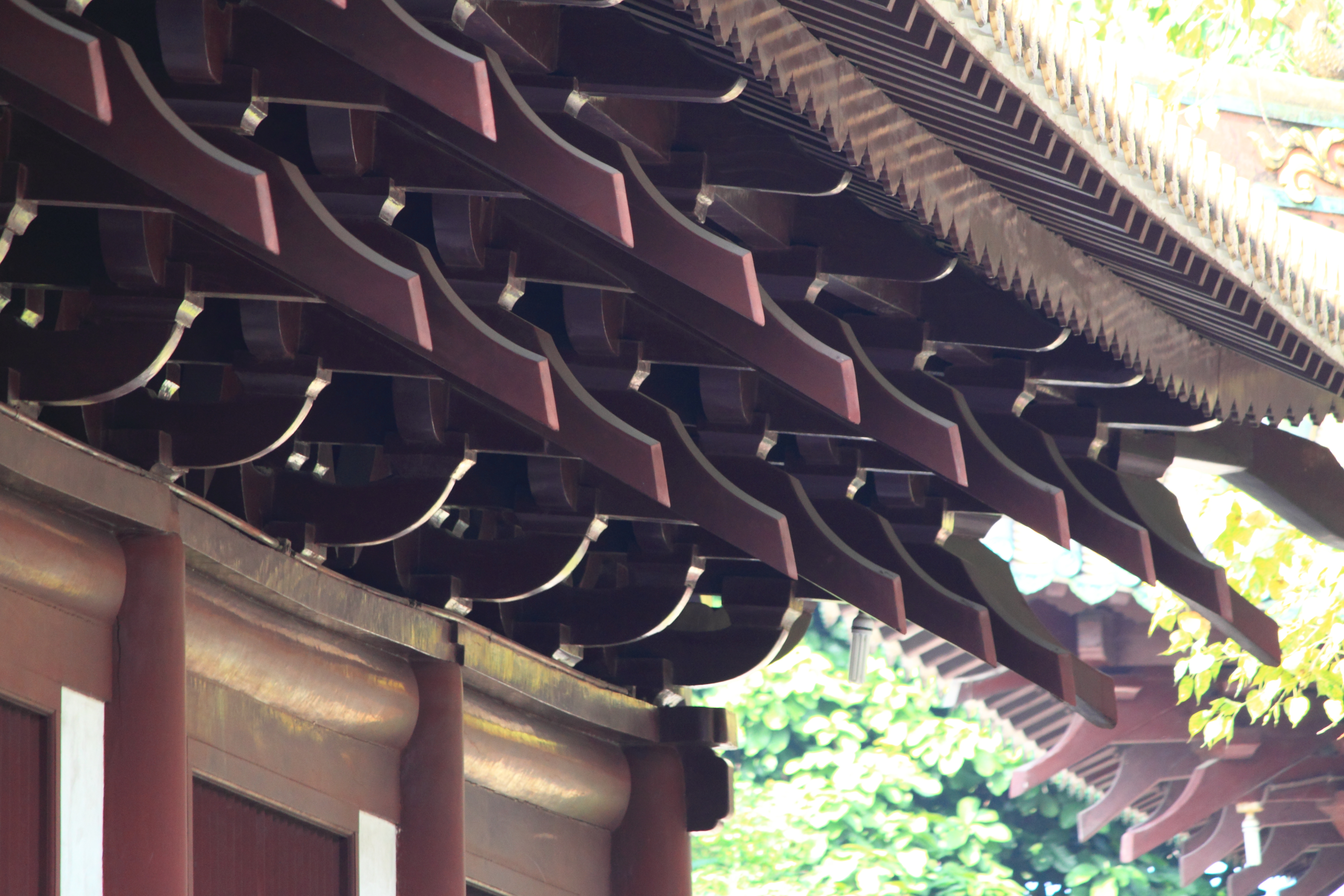
光孝寺大雄寶殿東側
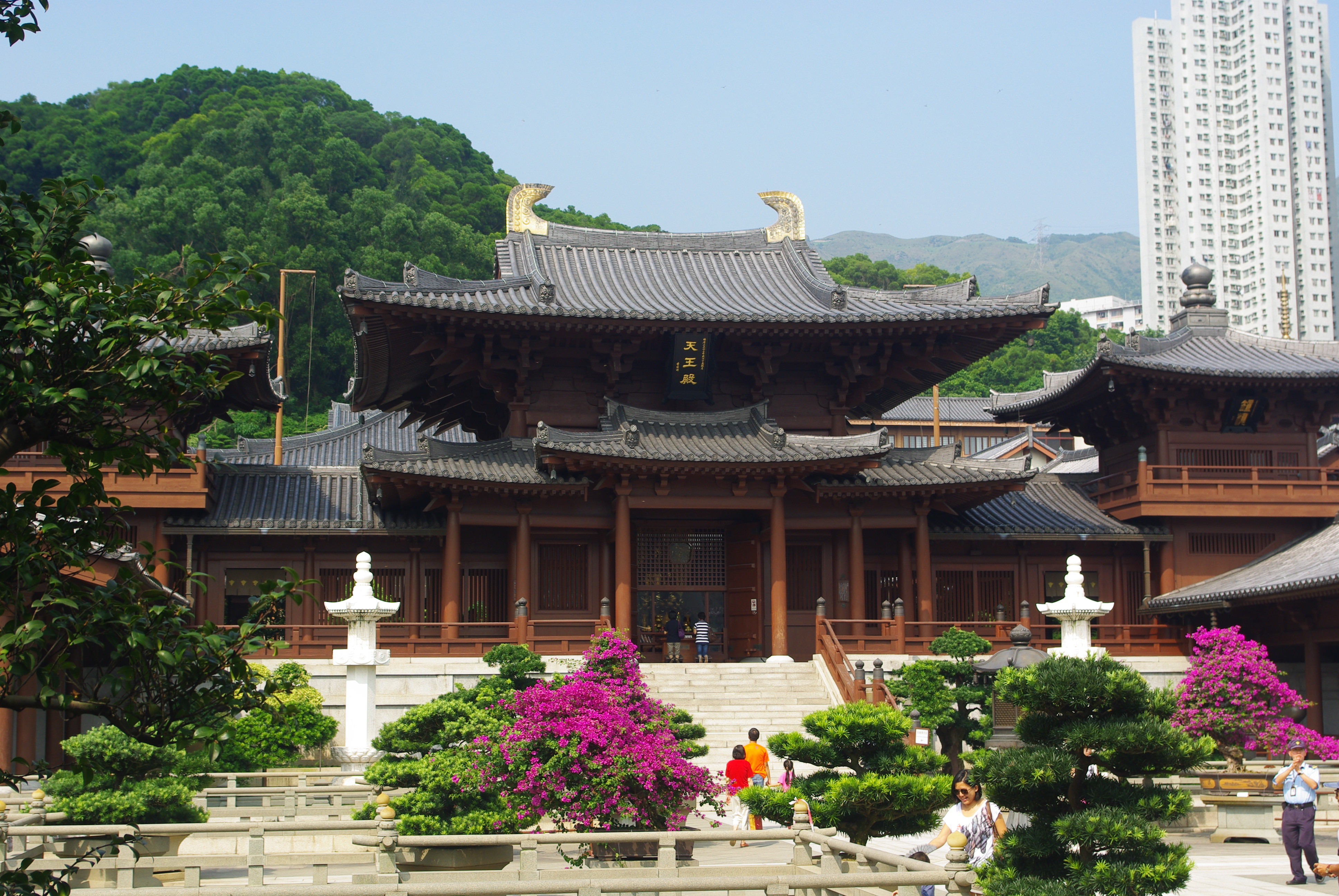
香港志蓮淨院天王殿
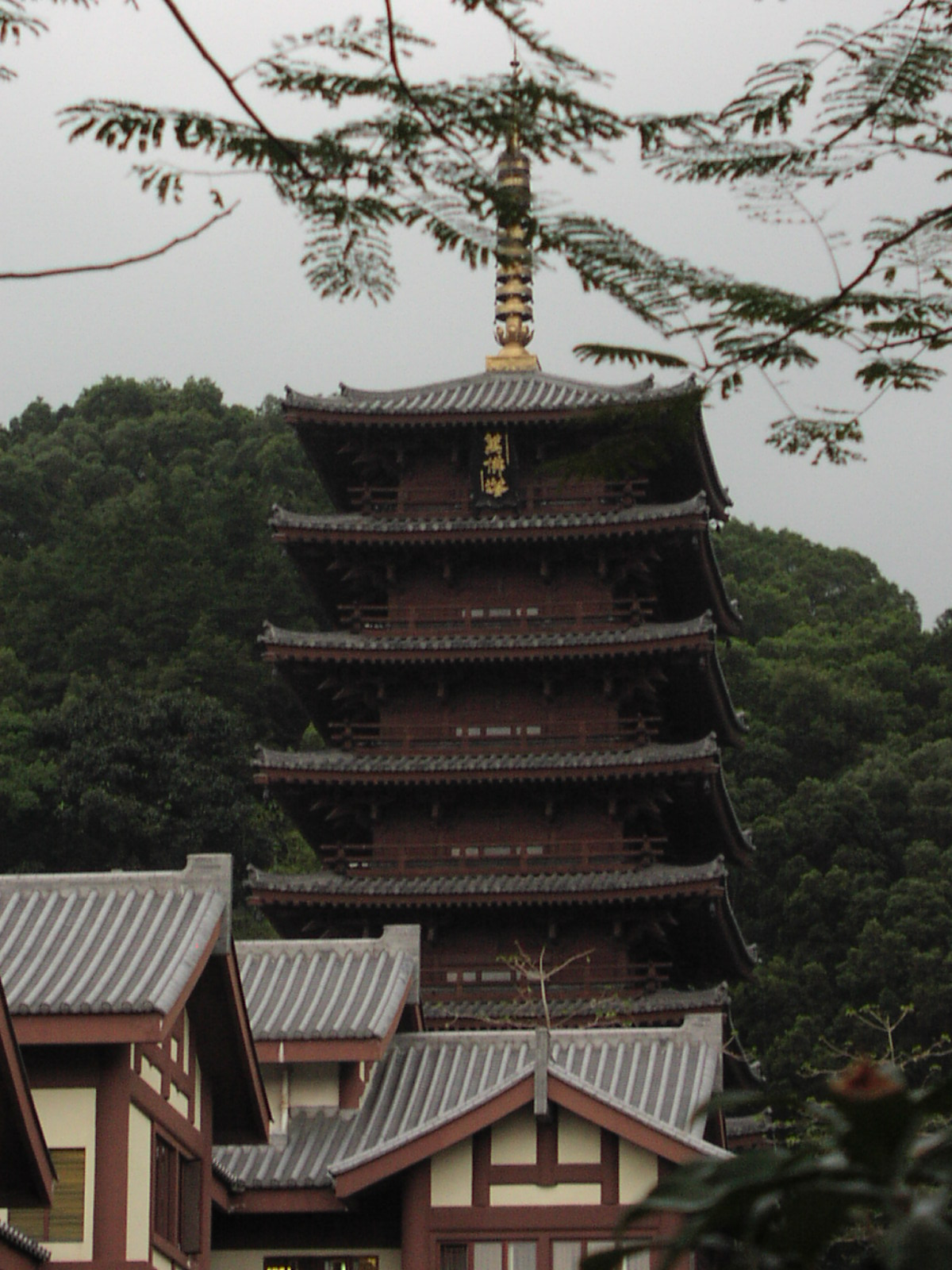
志蓮淨院萬佛塔；与奈良法隆寺五重塔相似

## 古典嶺南建築
如今被称为古典嶺南建築的风格是始于14世紀。当时嶺南地区已经相当漢化，形成新的建筑風格。古典嶺南建築的地方特色上讲，和中原地区比起来，嶺南氣候又熱又濕，因此不能直接将中原的建筑风格生搬硬套。为了适应岭南气候，古典嶺南建築通常比較輕，而且會用通透及不易發霉的材料建造，偏好灰白或者偏绿色的柔和色調。在結構方面，这些建築通常有多層的斜坡頂和方形柱，而且因為氣候没有中原地方寒冷，嶺南民居建築更發展出很多露台之类的開放式結構，适合乘凉。
即使到今日，古典嶺南建築的风格仍然在广府人居住的地区随处可见，一些成为旅游景点。在香港和澳門亦有不少，例如新田大夫第。

### 方位和門
受到风水文化影响，广府人重视建筑方位。许多广府人请风水师帮助布局，同时十分执着屋门的布局，如一句俗语所言：「大門朝南，子孫不寒，大門朝北，子孫受罪」。门面朝南开会给人权力和威严感，所以尤其是有钱人家都会特地将屋门朝南开；祠堂建筑基本一定会这么做。大些的民居还会有好几种不同的门，如中门、侧门、同儀門等。“中门”一般是为身份较高的人通过，如男主人、高官、抱着男丁的女人等等，其他人就都自侧门行入。“儀門”则是许多祠堂设有的，是大门之后的第二道门，这是因为广府人认为，一入大门即直冲祖先会显得难堪。

### 雕塑裝飾
广府人喜好使用雕塑和浮雕装饰建筑物，同其他民系的建筑相比，岭南祠堂喜欢摆放许多用木頭和石頭制作的人物靈獸雕塑去裝飾，以达到“光宗耀祖”的效果。雕刻的主题多样，有歷史故事、神話傳說、吉祥圖案、飛禽走獸、奇花異草等，亦有一些比較有本地特色的景物，如洋桃、番石榴、香蕉樹、木棉、榕樹这些嶺南地區常见的植物和水果。

### 青磚
岭南建筑多用青砖，呈青黑色、密度高、透氣、吸水、抗氧化、淨化空氣，不容易變色變形，还可保持恆温。因為这些特性，用青磚建造的屋子会更加不受湿气影响，夏天时又會涼爽，因此适合又熱又潮濕的嶺南地區建屋。

### 兩進三間
兩進三間用寺庙建築之中，「三間」就是正面看一分為三，有三間不同用途的地方，如香港文武廟，列聖宮和公所三間，「兩進」是这間廟有前後，中間有天井，「後進」高幾級，用来摆放神像。

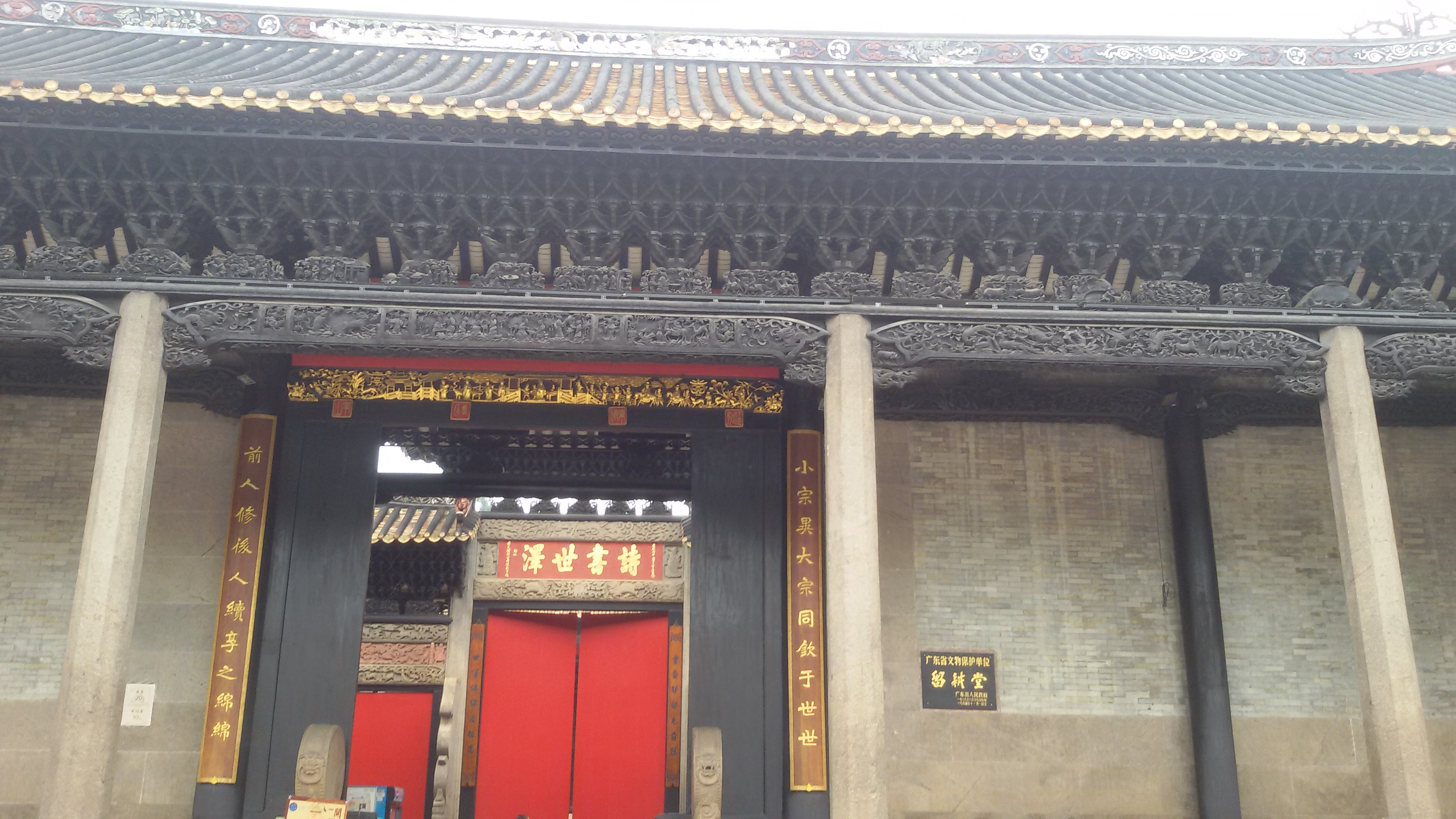
廣東番禺沙灣鎮，14世紀起的何氏大宗祠；着色主要是比較清淡的灰白和深綠，有大量浮雕做裝飾，不用圓柱，而且在正門之後还有道儀門，是很典型的古典嶺南建築
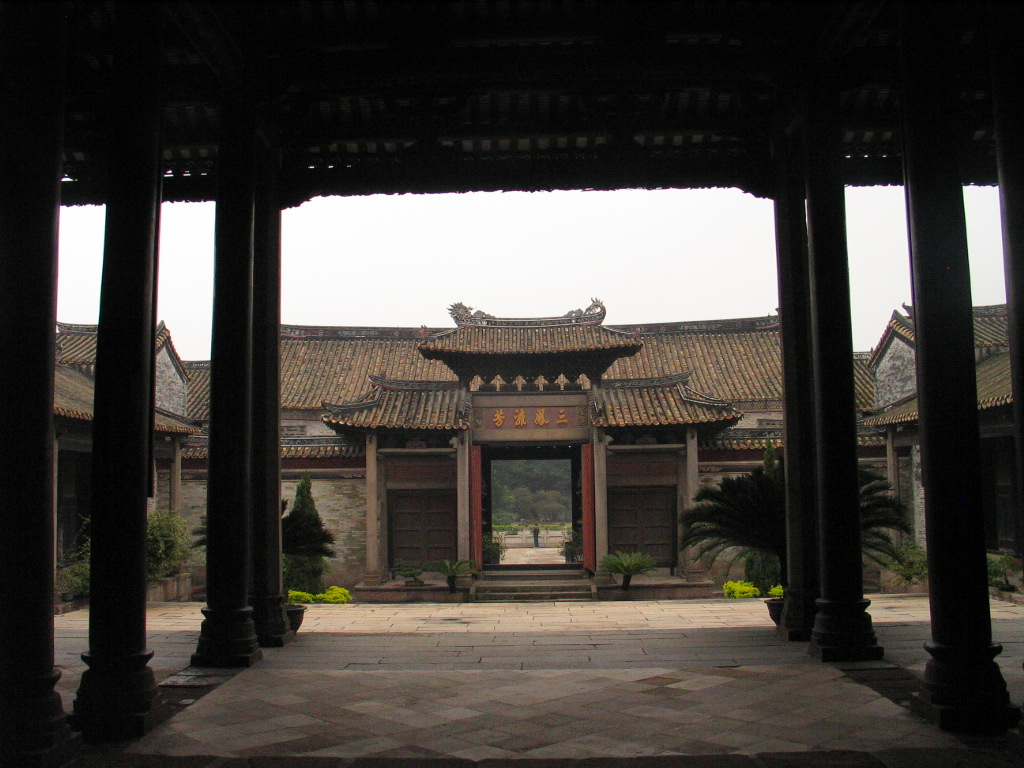
何氏大宗祠拜庭
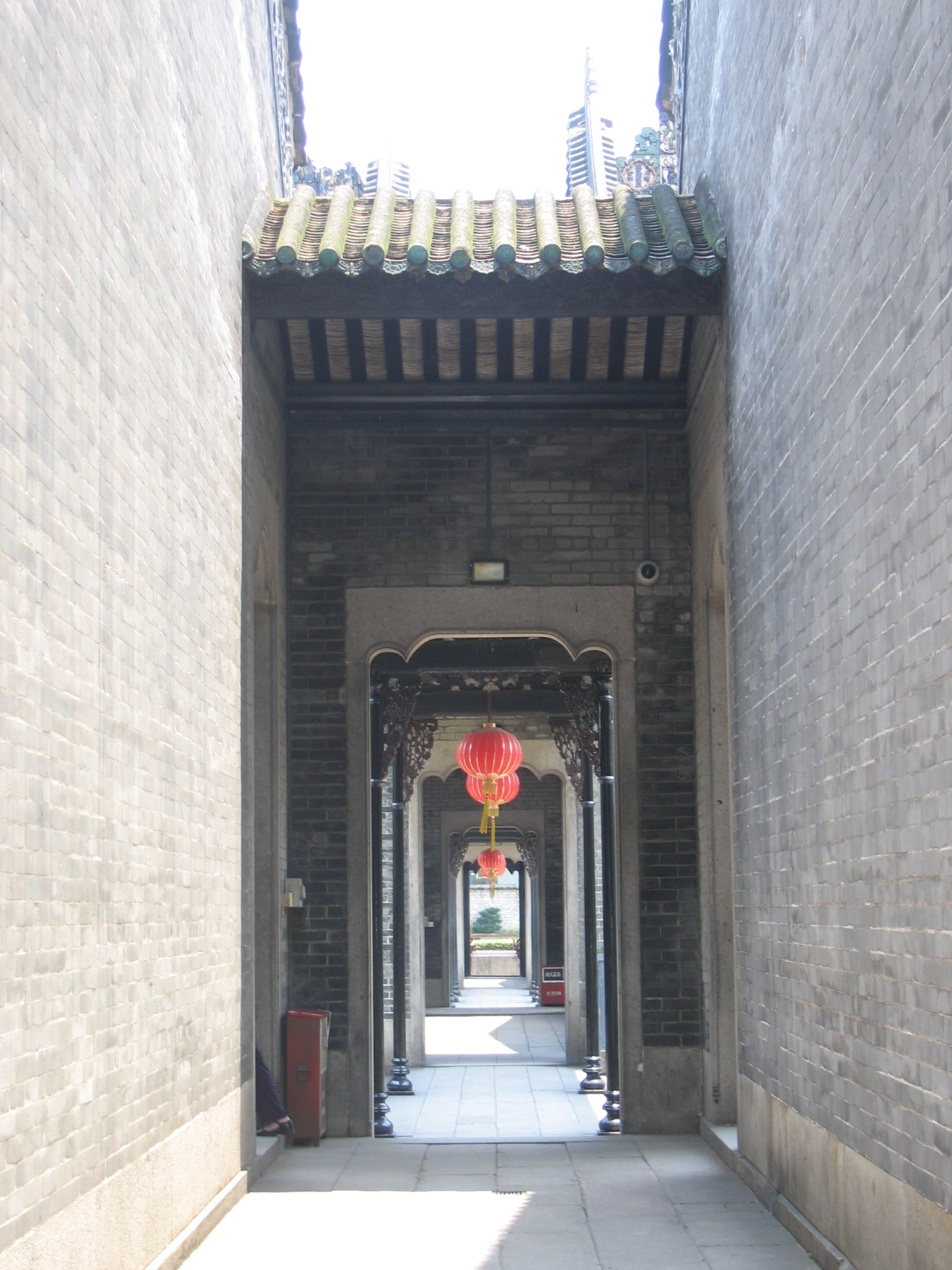
一條青雲巷，还有隘門
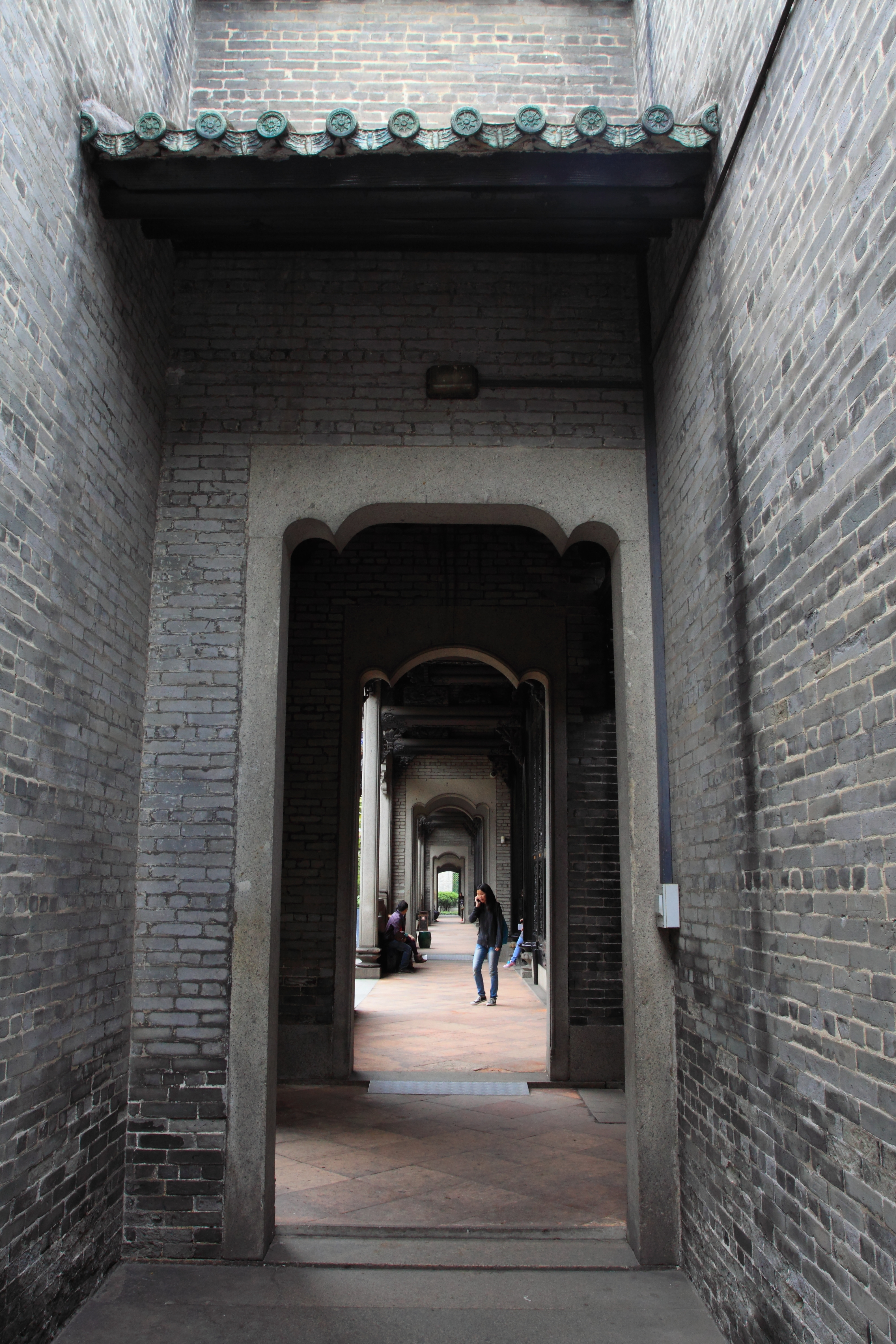
又一條冷巷
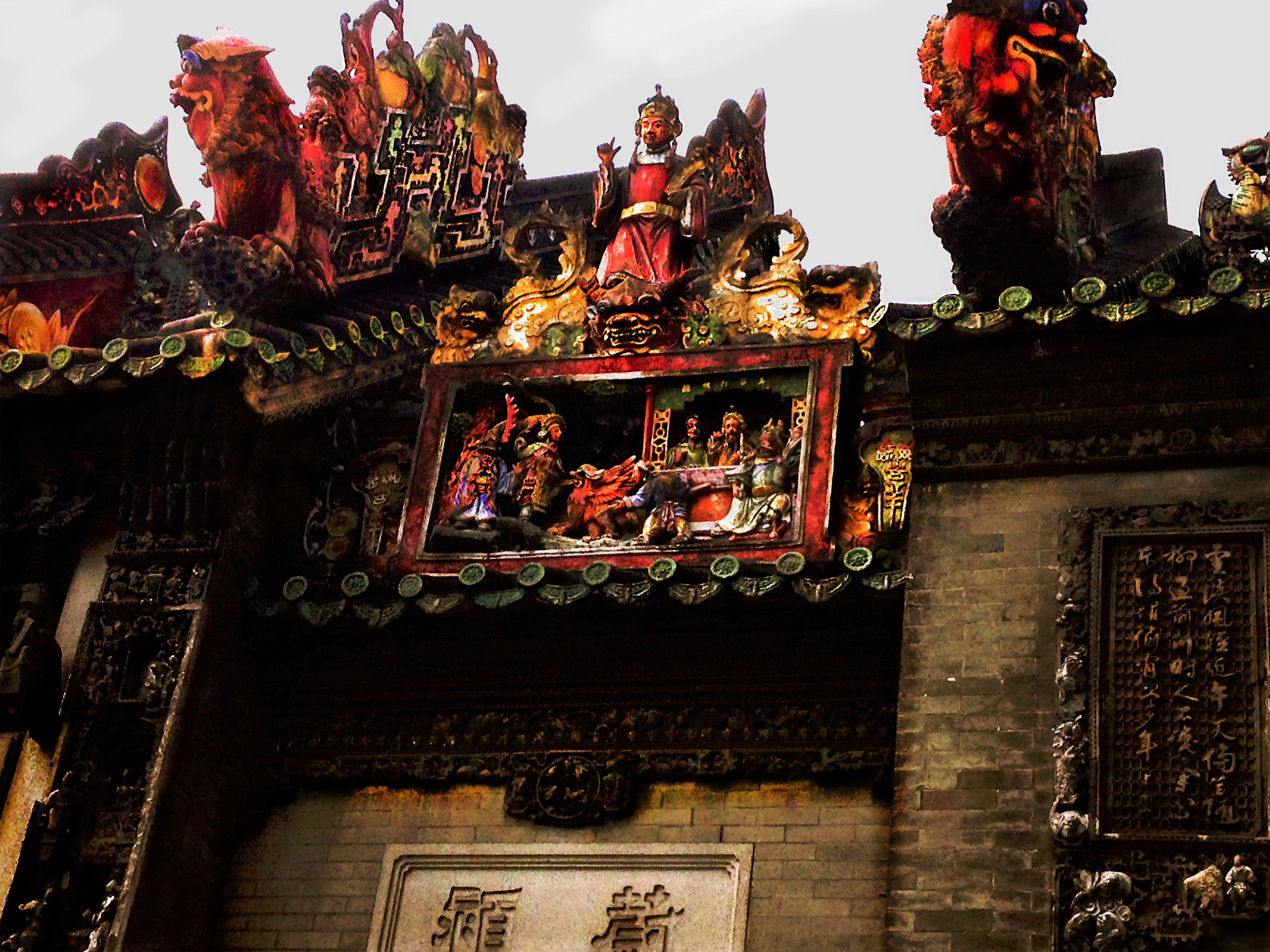
古典嶺南建築使用许多雕塑
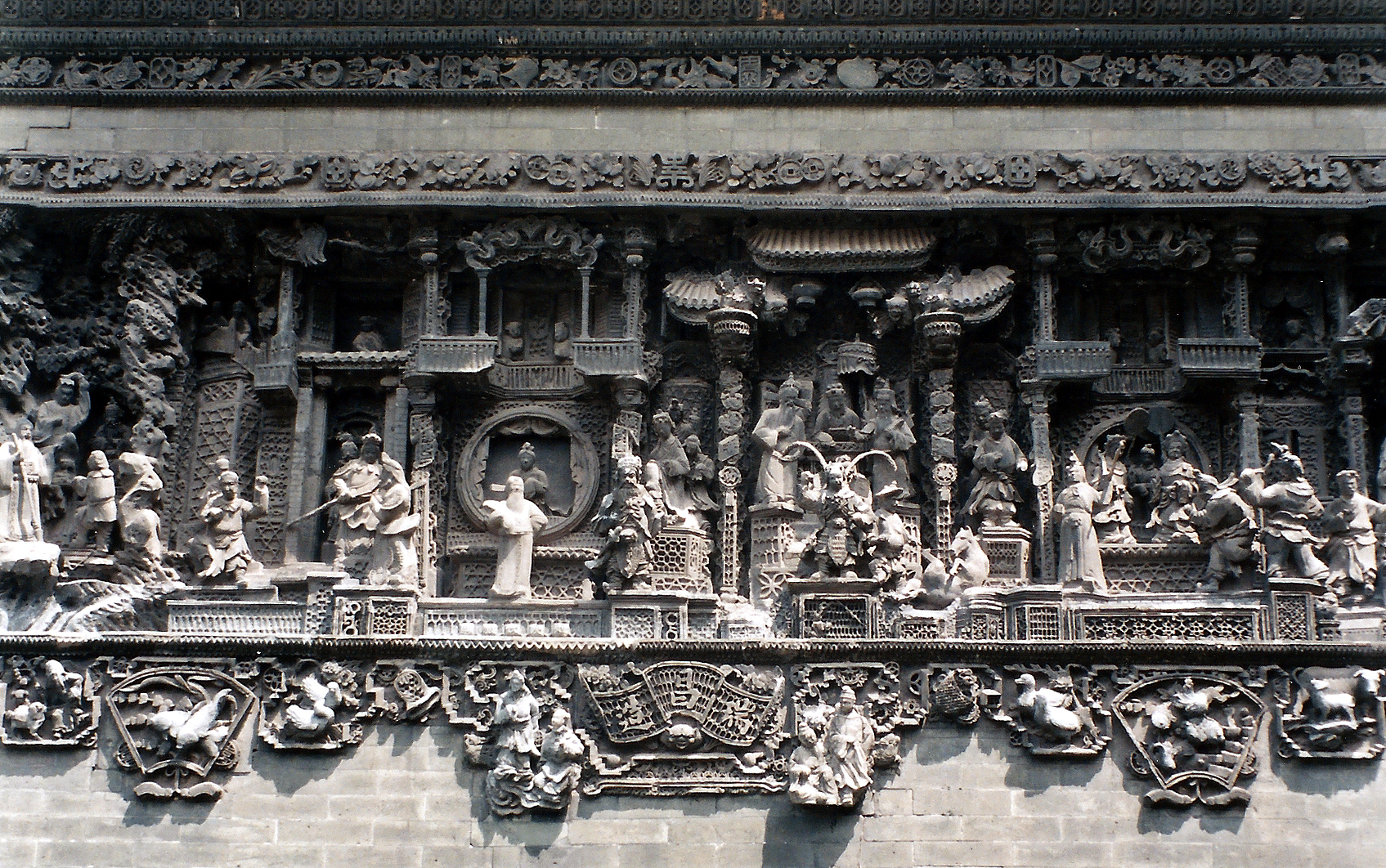
古典嶺南建築好用浮雕。
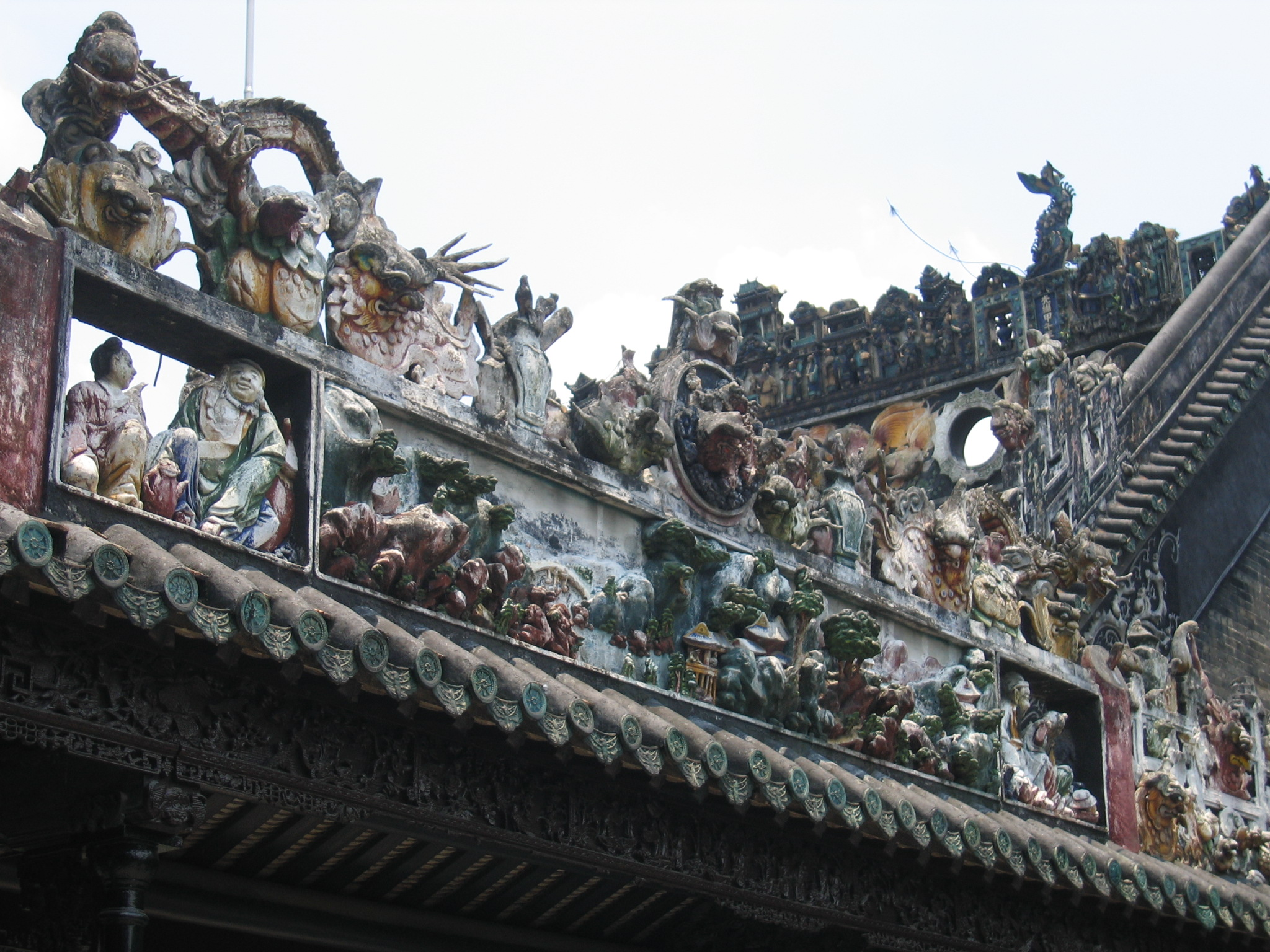
古典嶺南建築的牆上和屋頂亦有浮雕
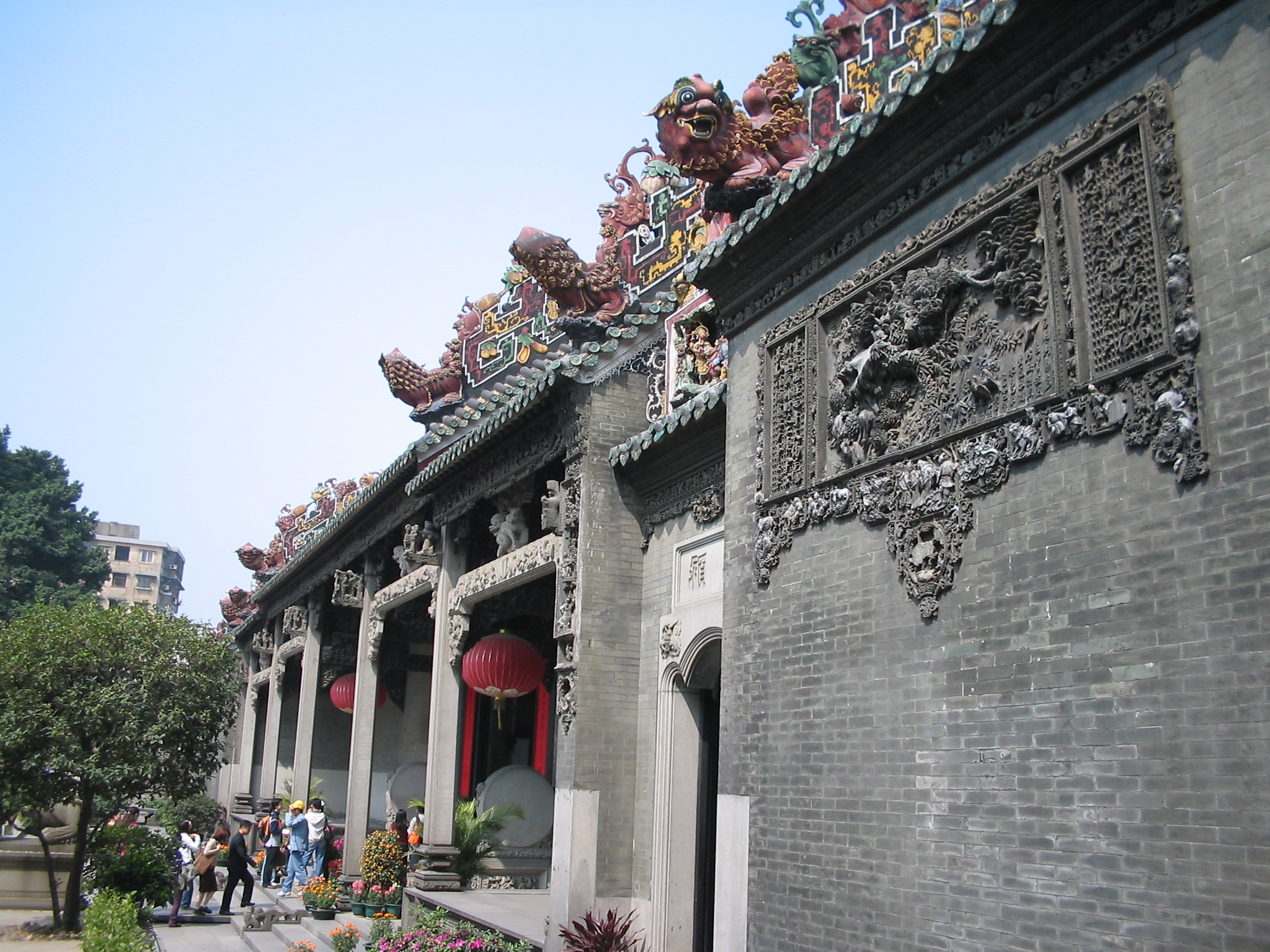
古典嶺南建築連柱上面亦有浮雕
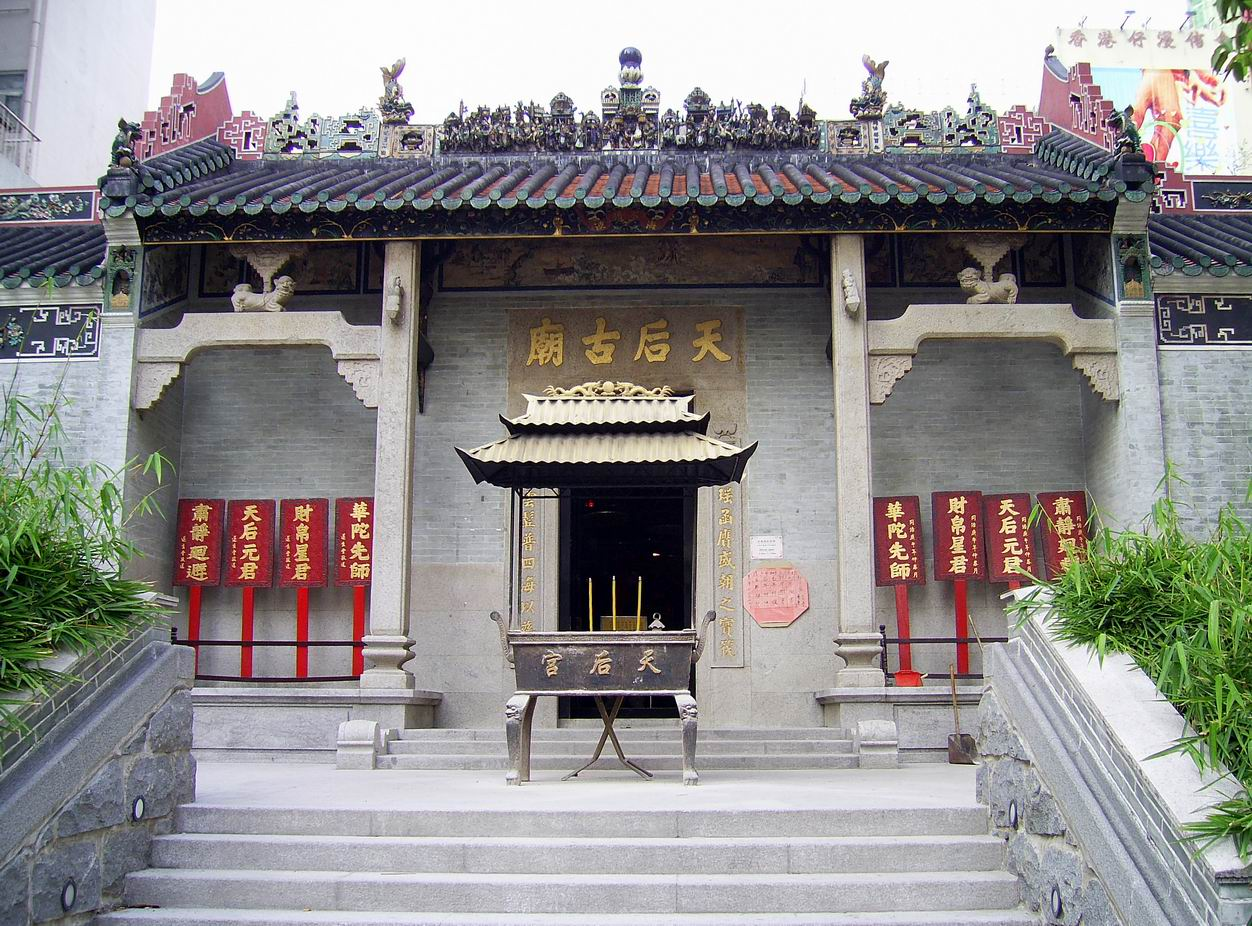
香港人祖先多數是粵人，所以粵式建築在香港有很多。
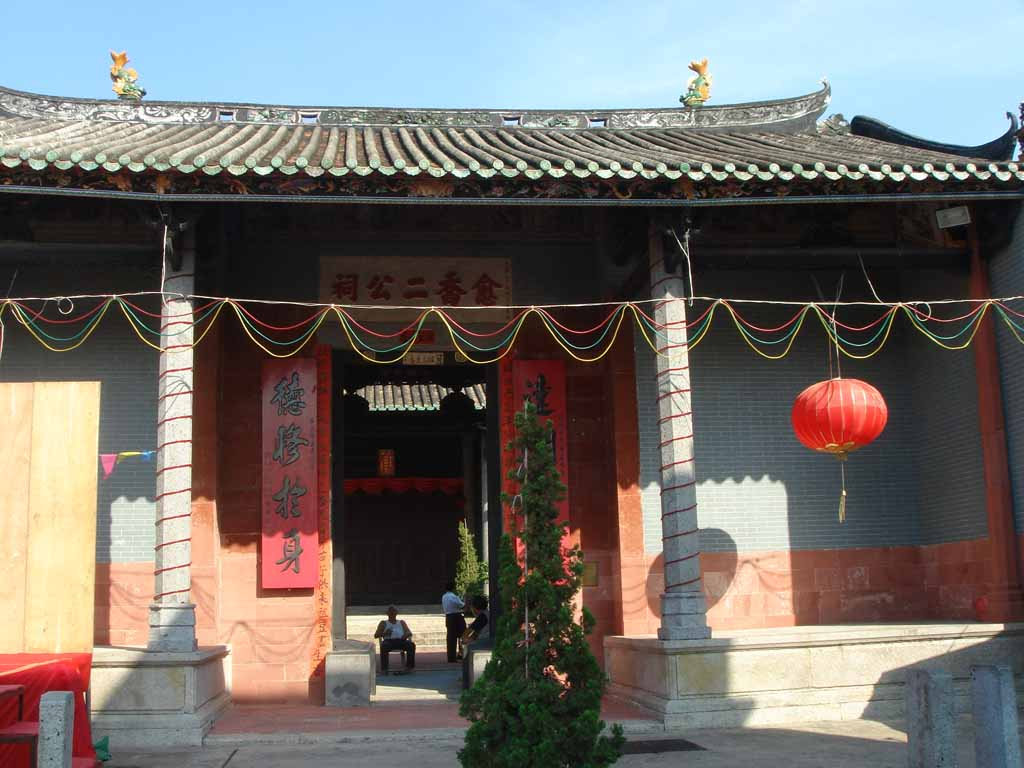
香港愈喬二公祠
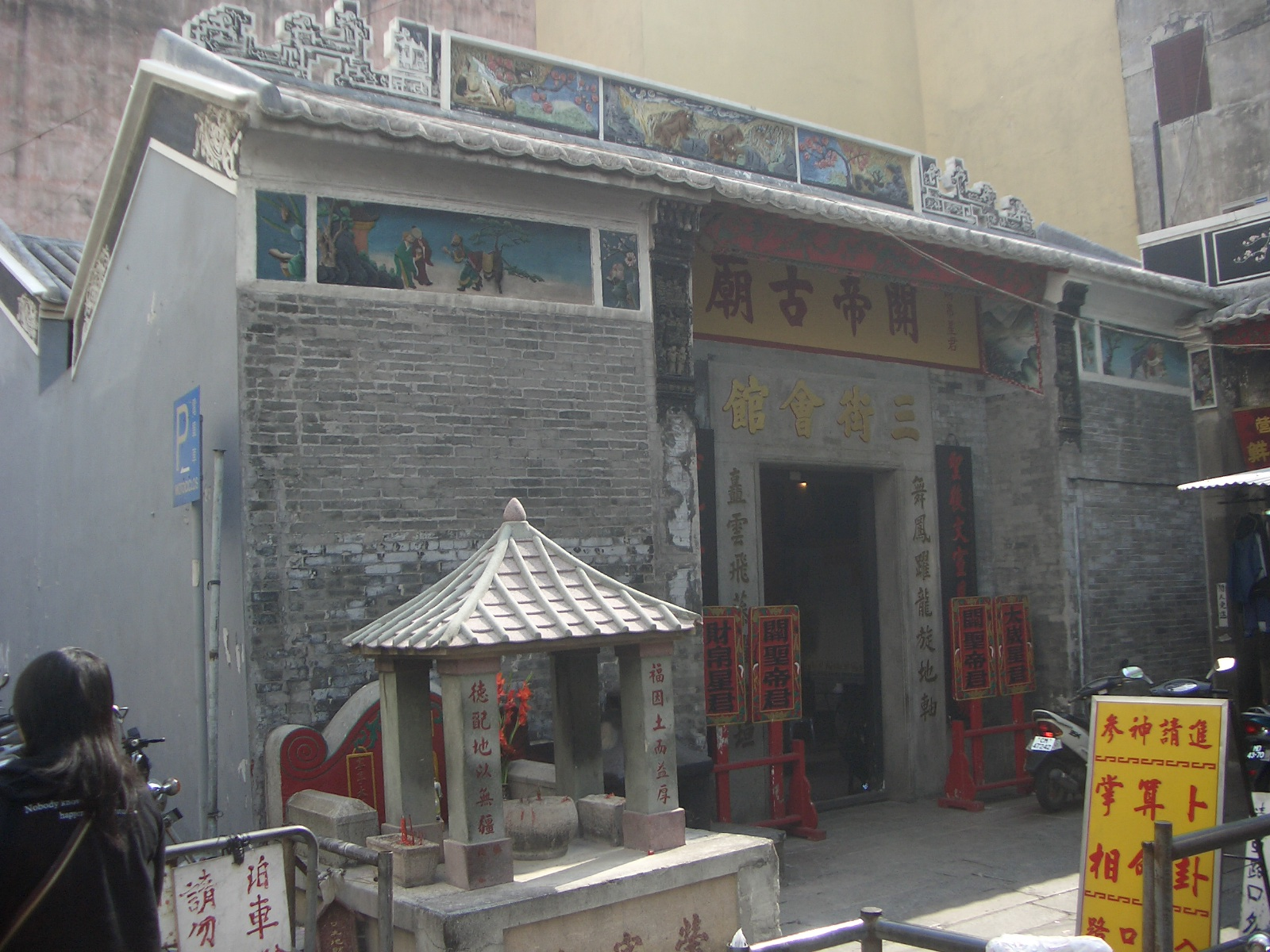
澳門三街會館；整个建筑都用青磚砌出来。
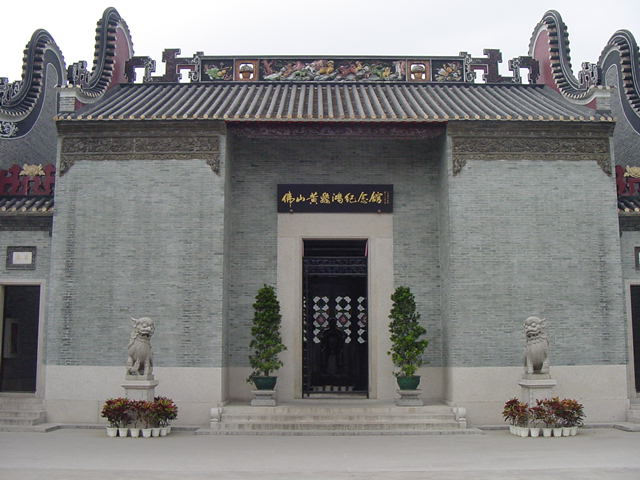
佛山黃飛鴻紀念館
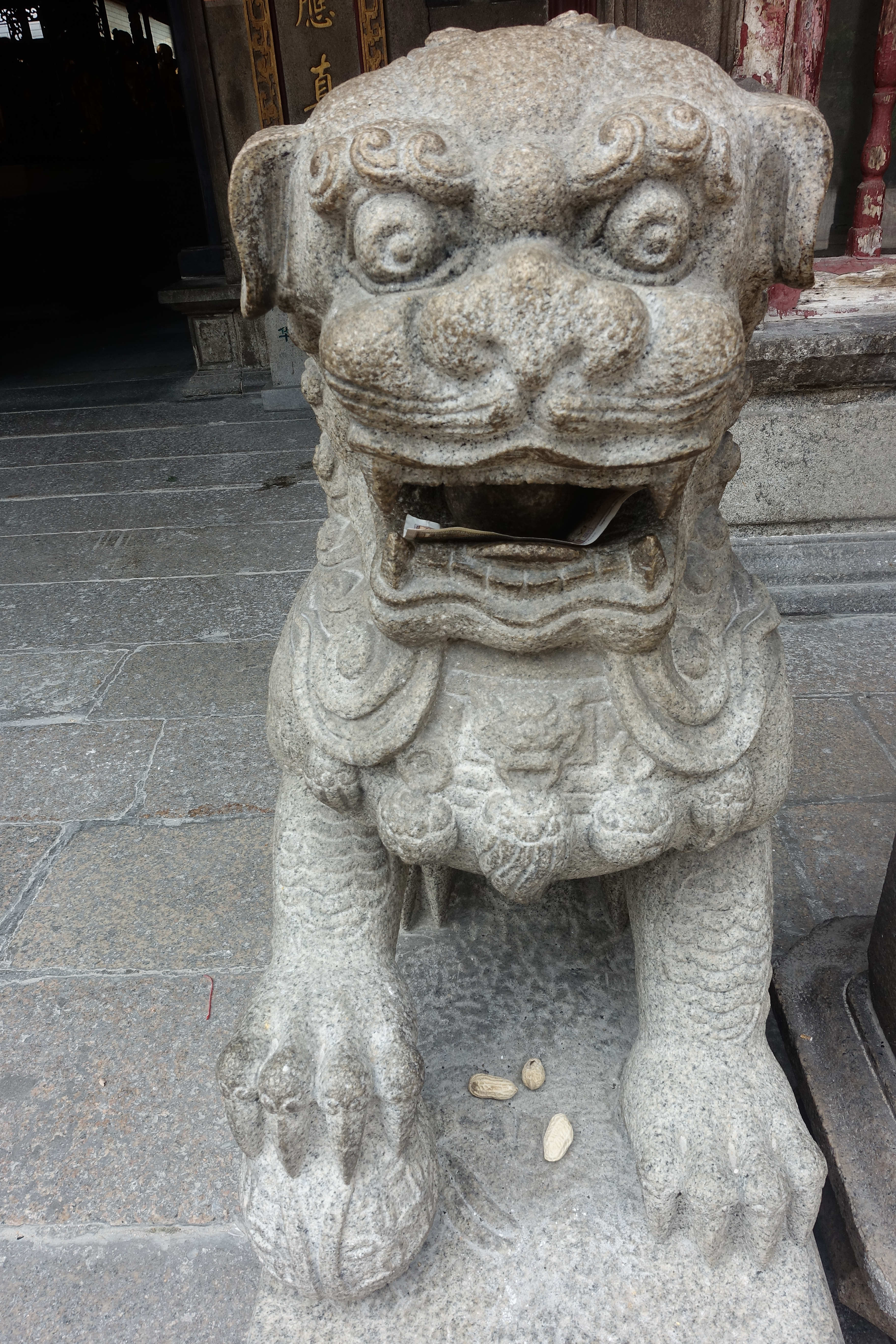
廣州華林寺的嶺南風格石獅
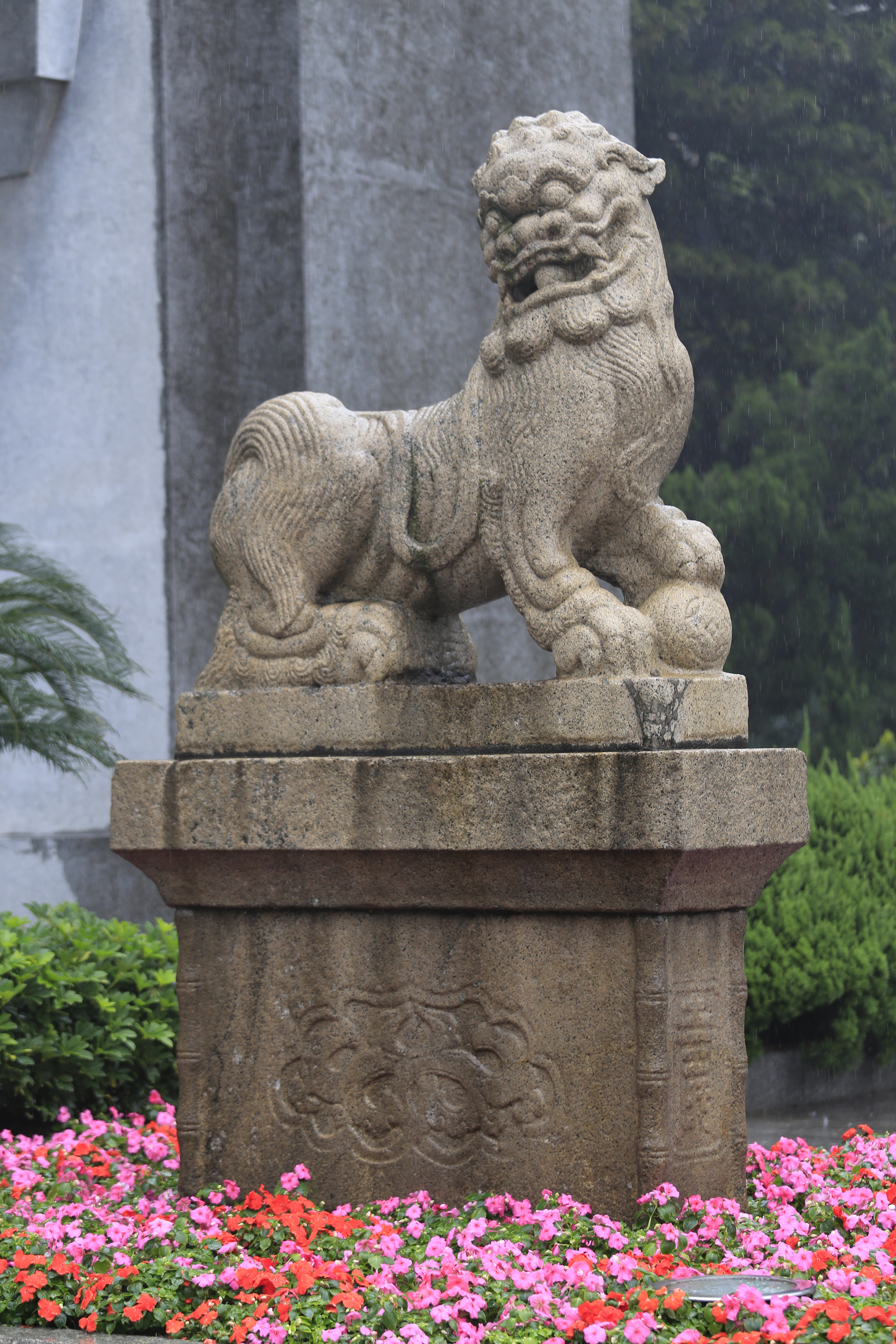
廣州黃花崗七十二烈士墓的嶺南風格石獅，修長的身體是嶺南的特徵[8]。
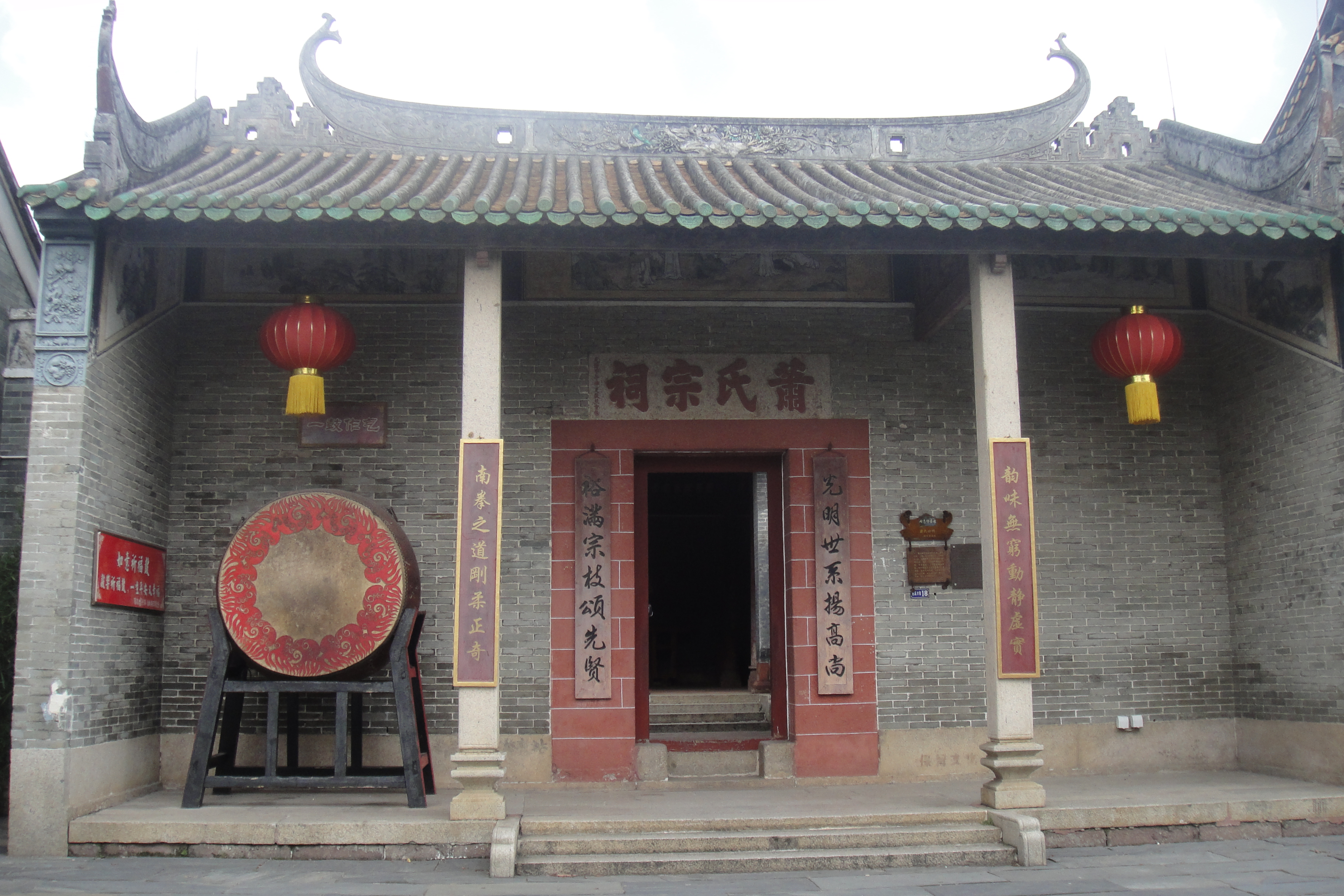
番禺練溪的蕭氏宗祠
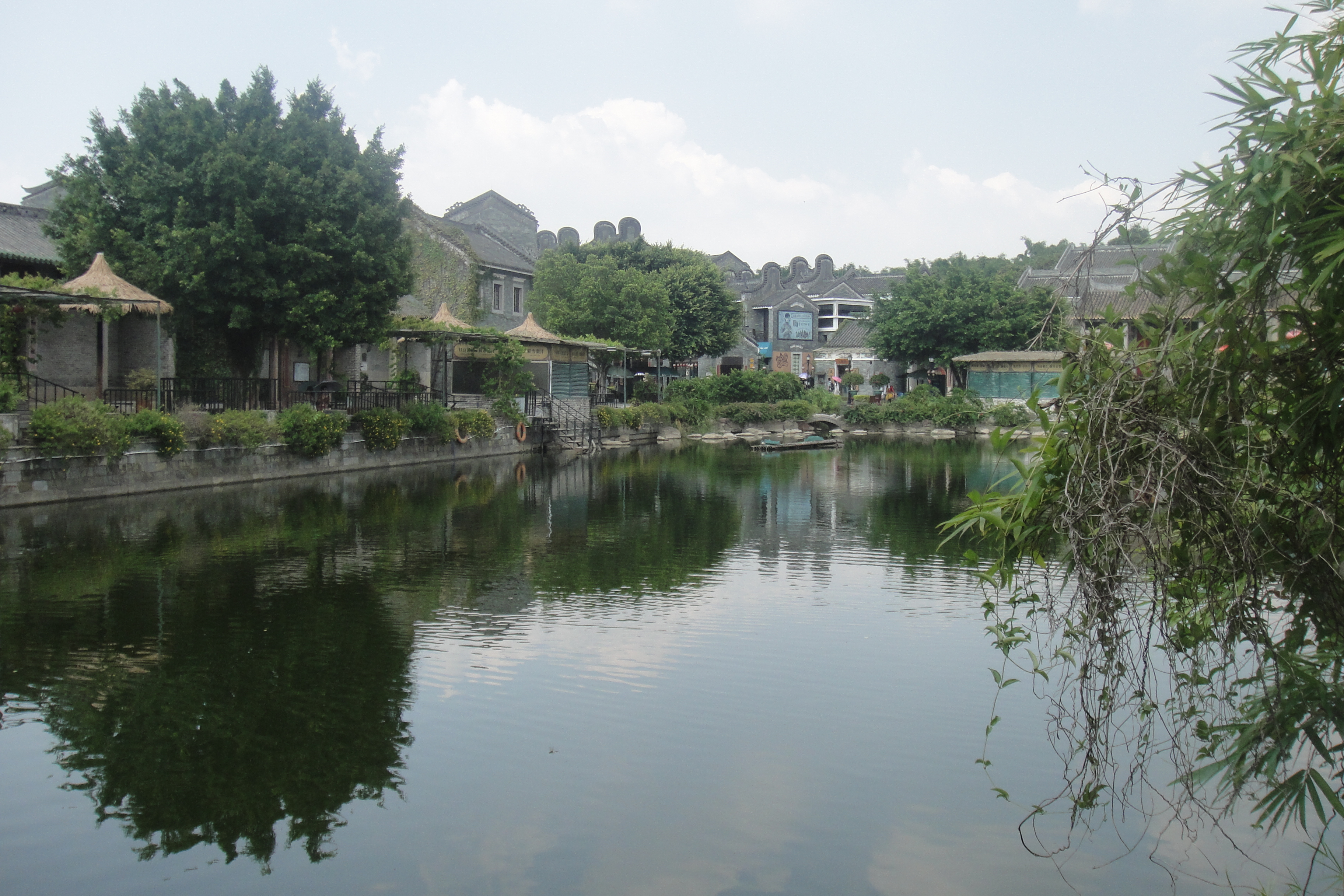
嶺南印象園湖景；远处可见鑊耳屋。
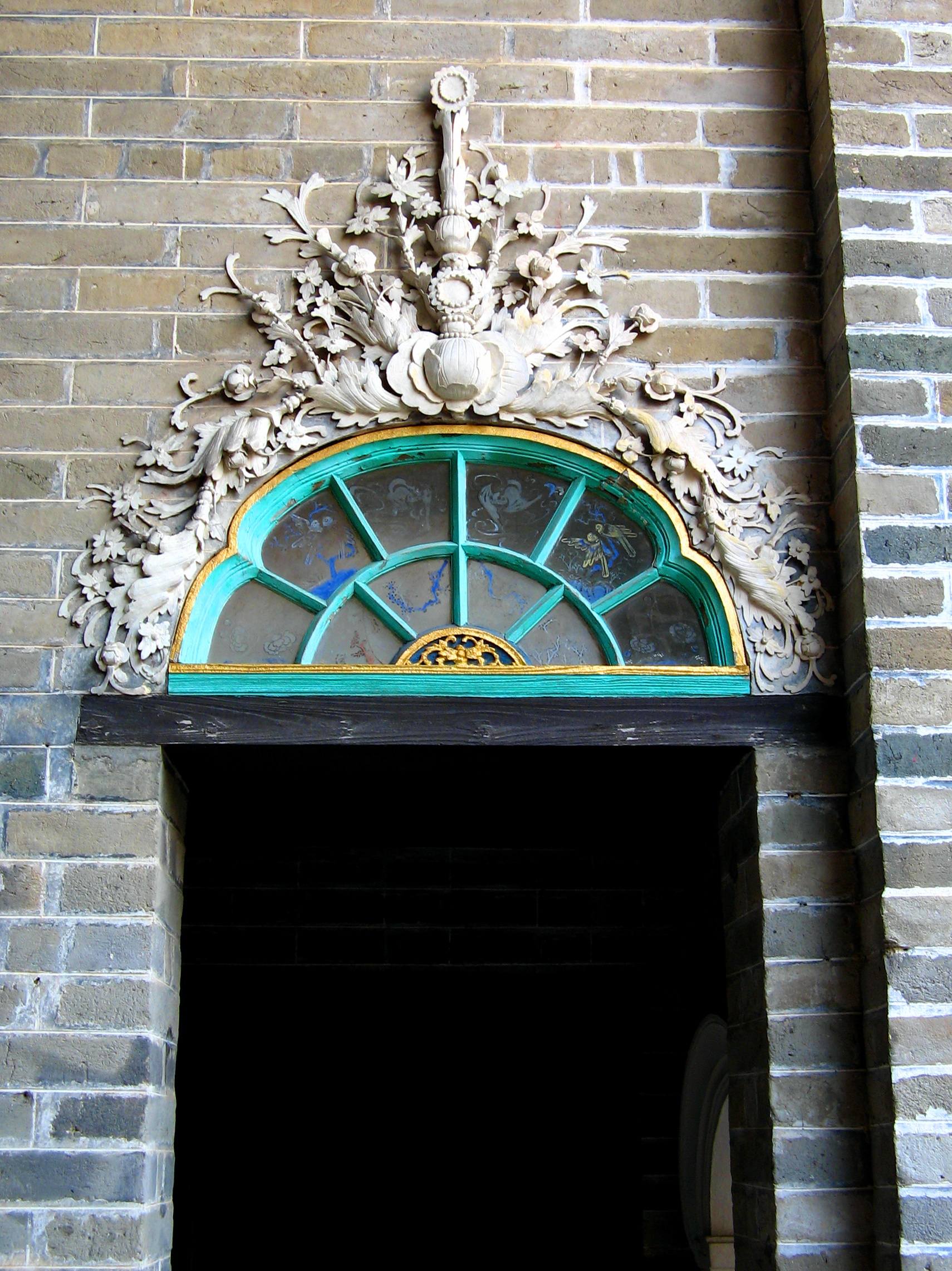
新田大夫第的洛可可式裝飾；粵人和西洋人做生意，所以多了不少欧洲特色。
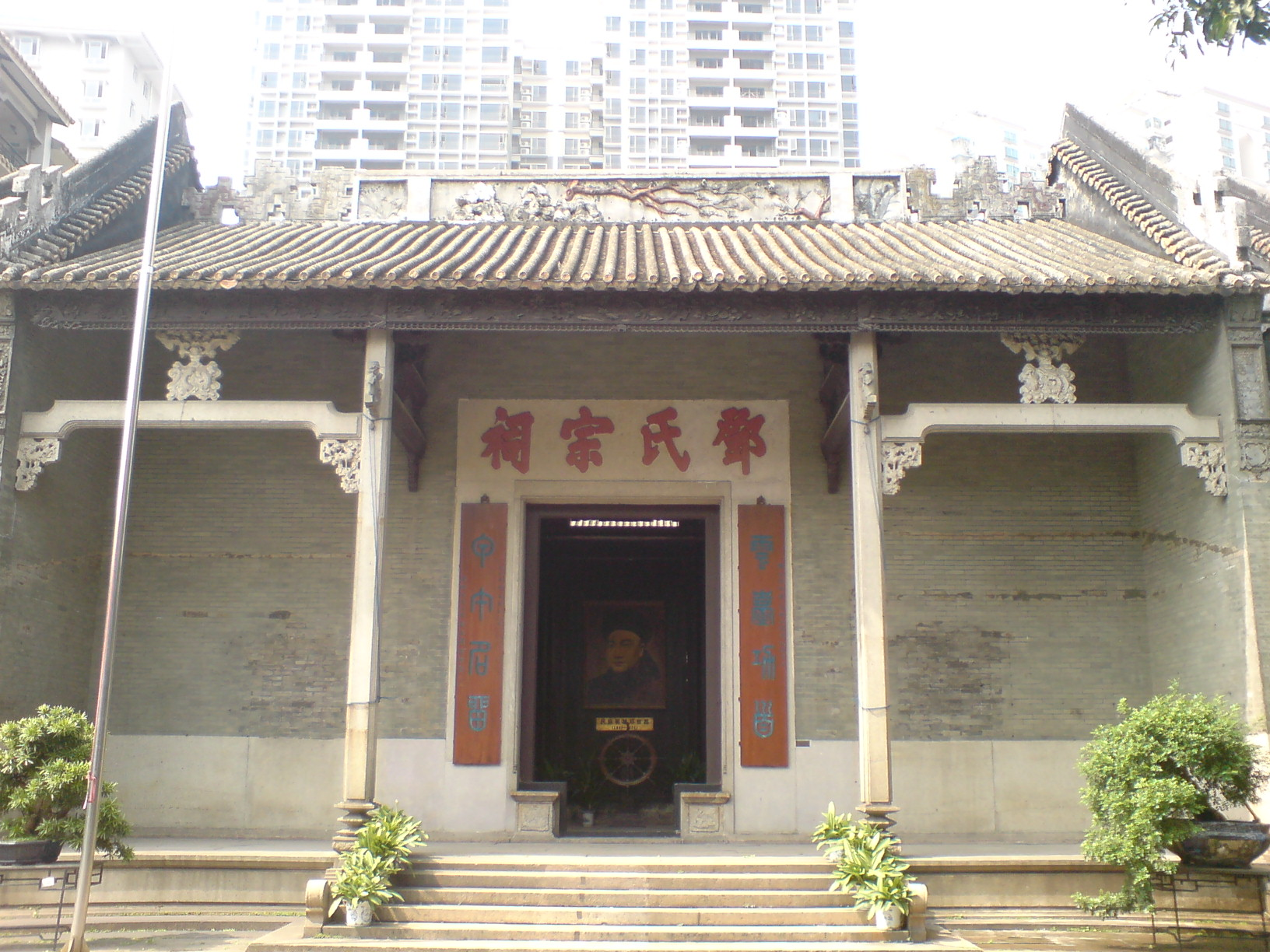
廣州鄧氏宗祠

## 鑊耳屋
鑊耳屋是嶺南建築另一典型特征。是指屋頂两侧有對形狀像鍋的手柄的牆凸出来，所以叫做鑊耳屋。在15世紀左右的明代開始，鑊耳形的牆是有功名的人才能使用的。後来民間的粵人还有了在屋顶造鑊耳形的封火牆，就可以帮助子孙做官的观念。其实际功用体现在防火及遮陽。

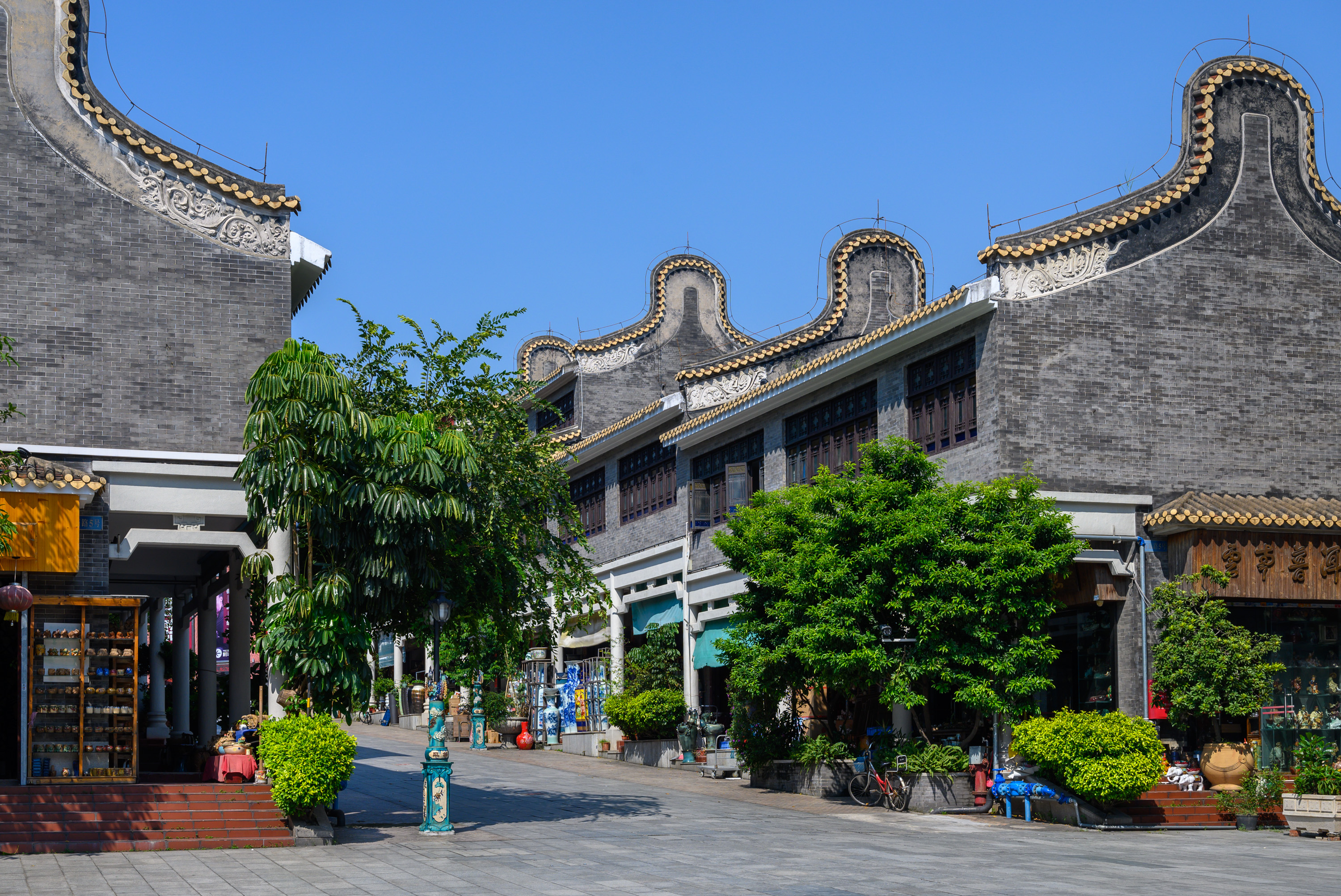
佛山石湾建筑
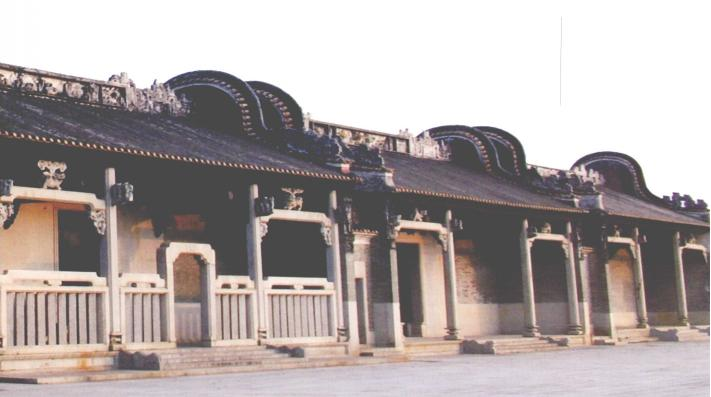
廣東花縣的資政大夫祠：每間屋屋頂的邊緣处都有對鑊耳凸出来。
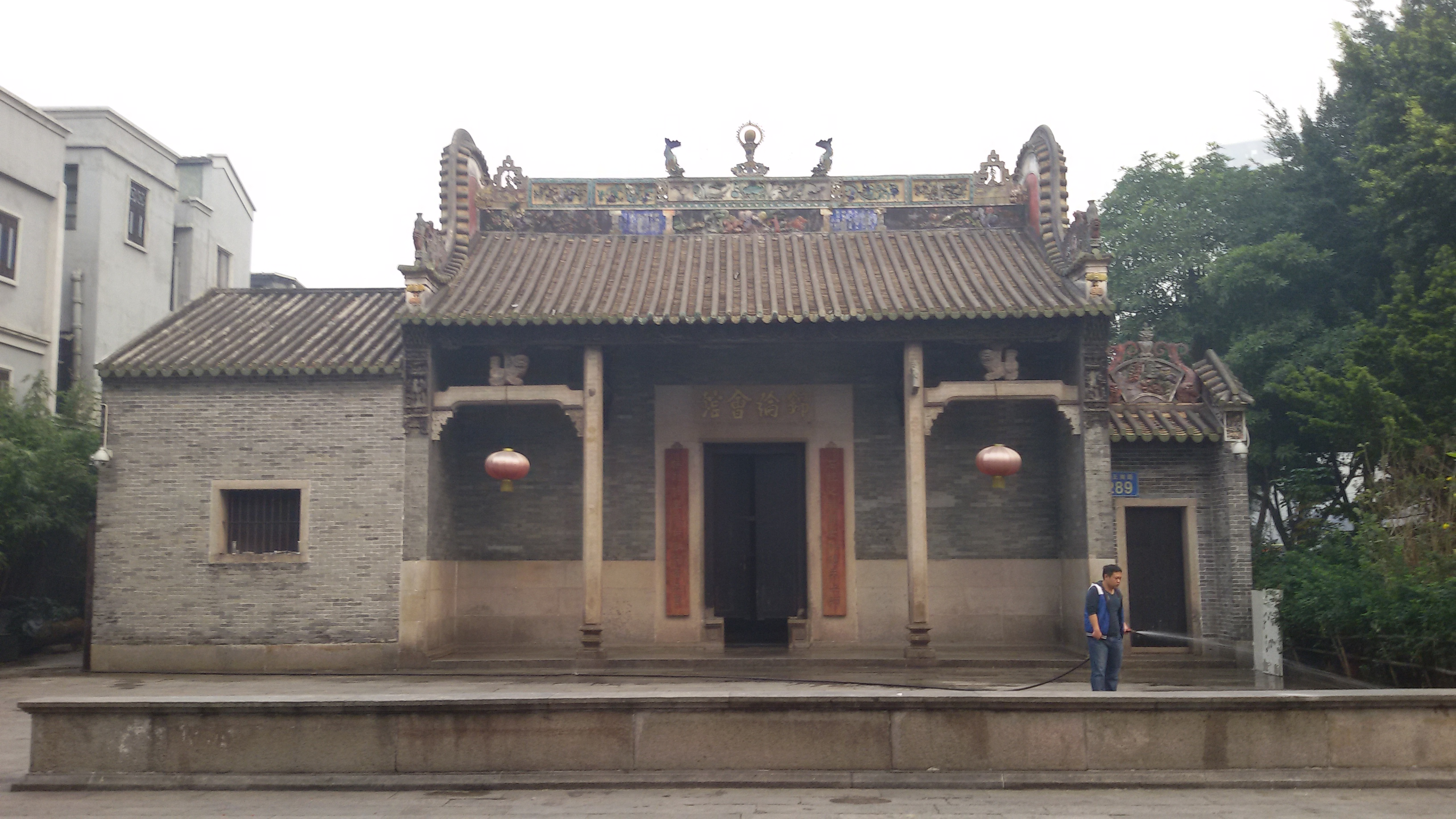
廣州錦綸會館的鑊耳。
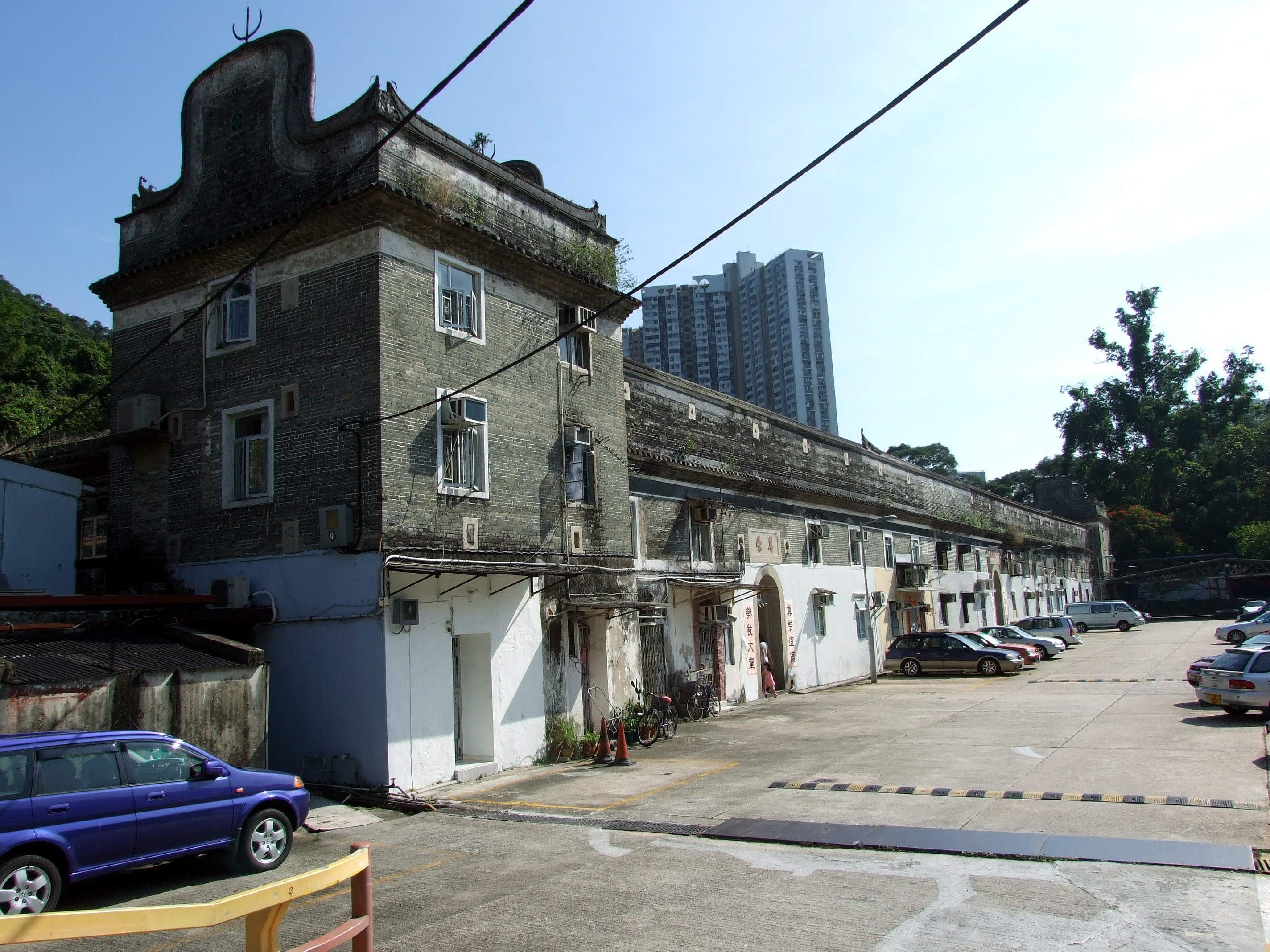
香港沙田的曾大屋，屋頂处有對鑊耳形的牆。

## 蠔殼屋
蚝壳屋是用牡蛎（又称生蚝、蚵仔）的甲壳堆砌的房屋。蚝壳屋的特点是由蚝壳混以泥浆、青砖建设而成的房屋，其特点是冬暖夏凉。是一种具有岭南特色的房屋。

## 唐樓
岭南地区在19世纪开始出现受到西方影响的唐楼建筑，主要是给予平民下舖上居。香港的唐樓多數都有三到四層，每層大約是四米高左右。最初多數是用青磚建造，而到1930年代開始變为用混凝土。第二次世界大戰之後，香港人口飙升，为了满足居住，於是很多唐樓都给人拿来做板間房。通常在一座唐樓的住戶处都會有一戶負責做「包租」，令到港式廣東話中多了「包租公」和「包租婆」兩個詞語。
唐樓住戶的生活在有港澳特色的电影和電視劇中十分常见。

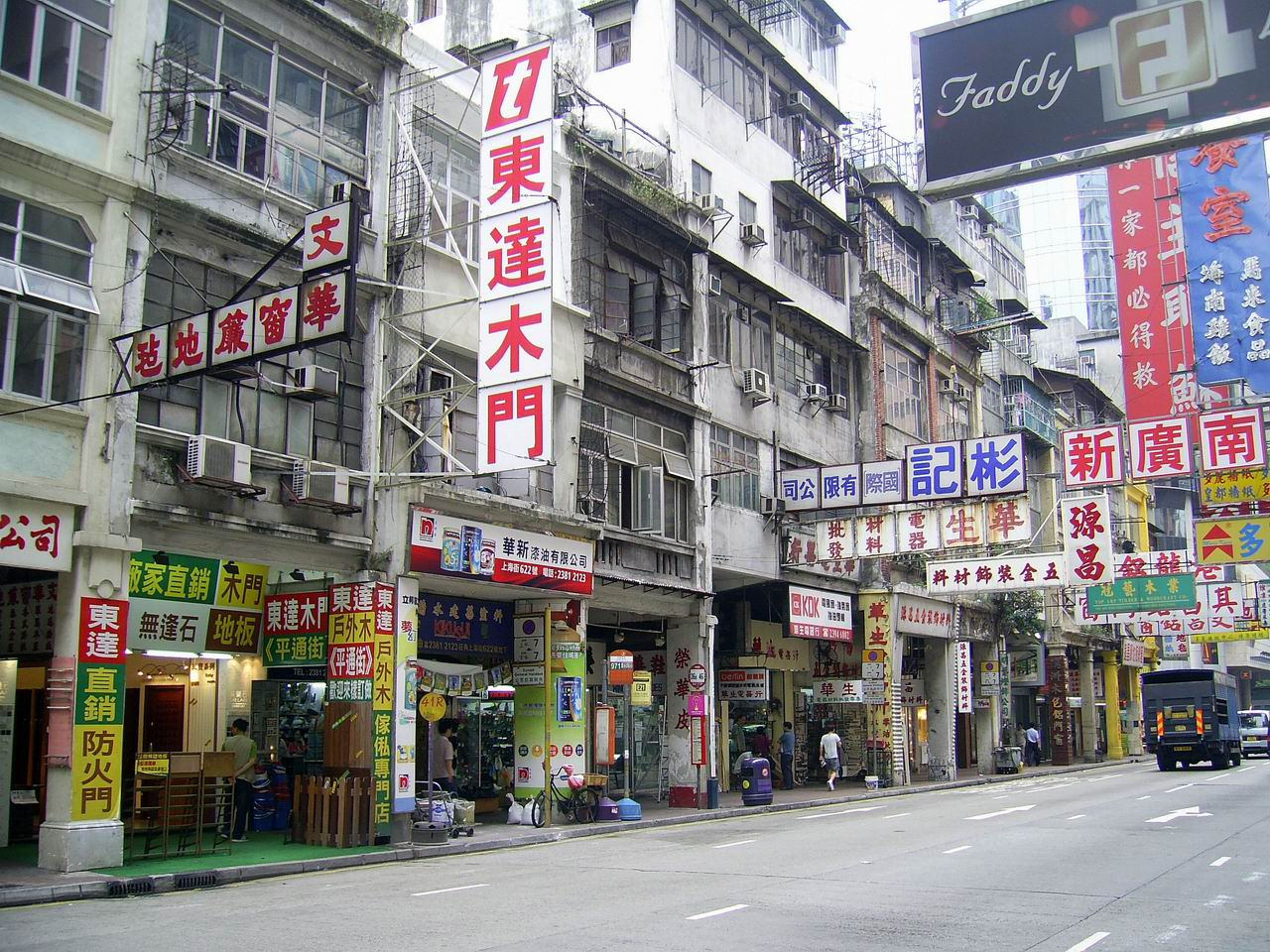
香港旺角上海街的唐樓
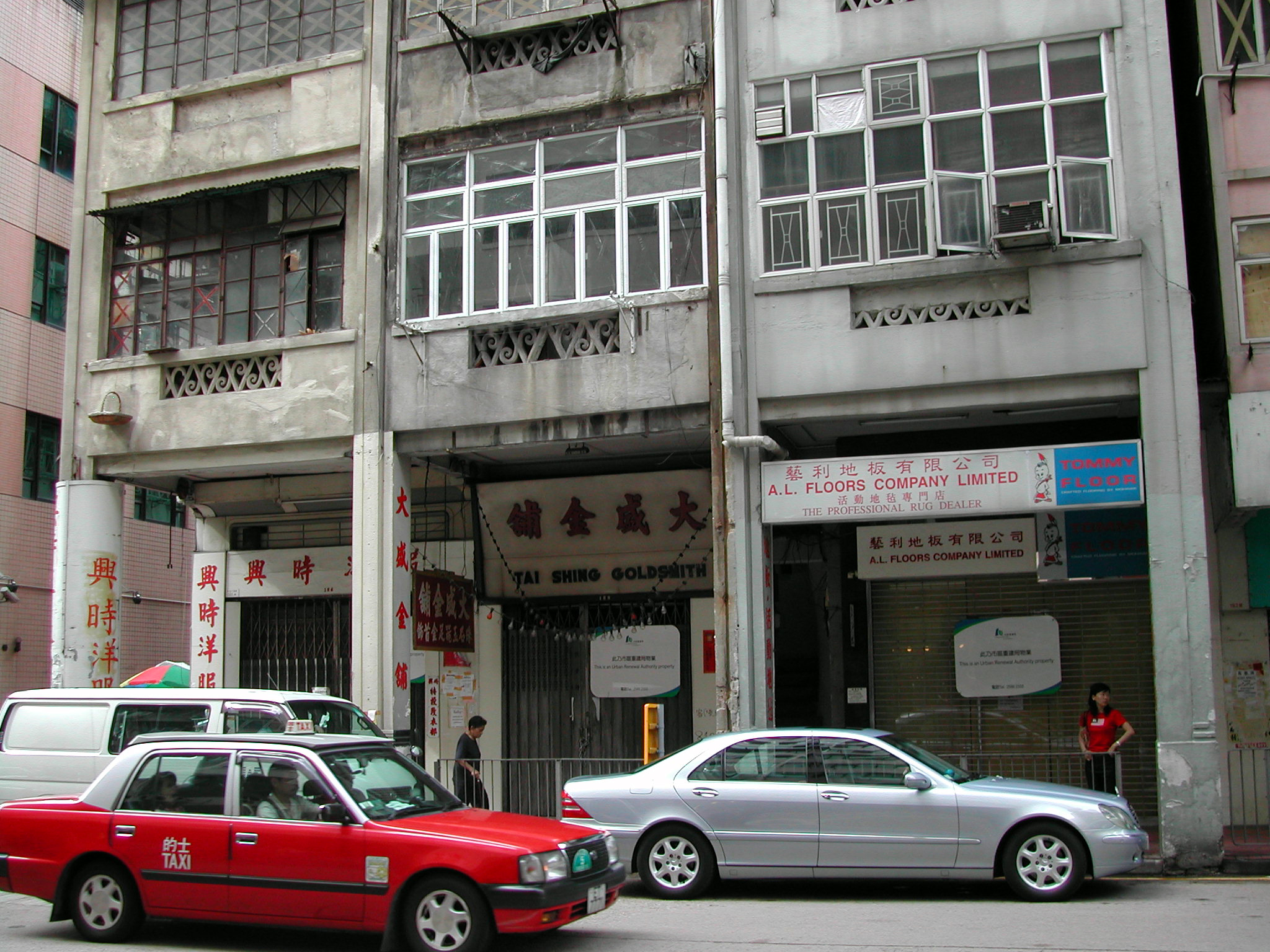
香港灣仔的唐樓
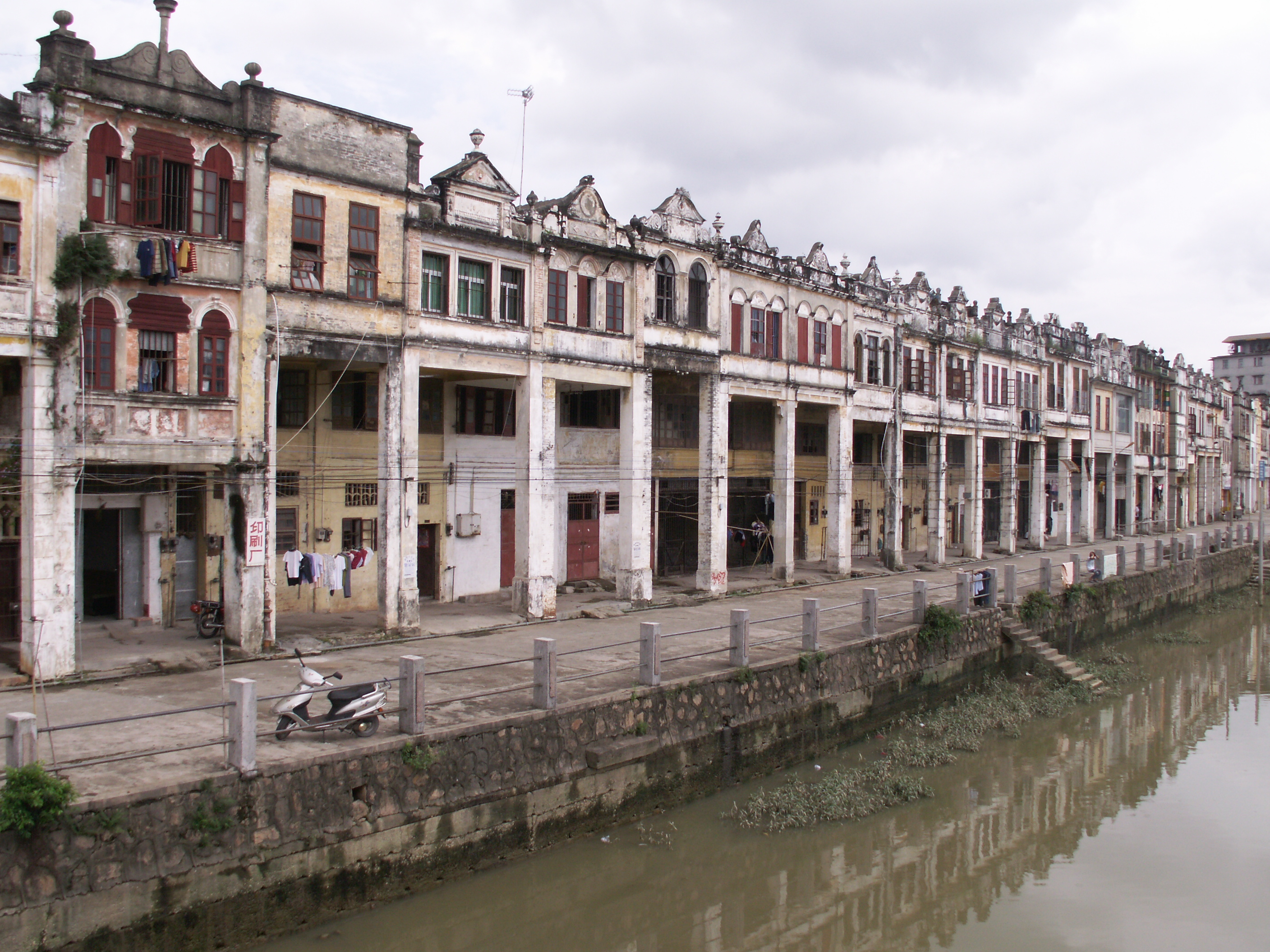
廣東開平赤坎墟的唐樓，建于20世纪初

## 嶺南園林

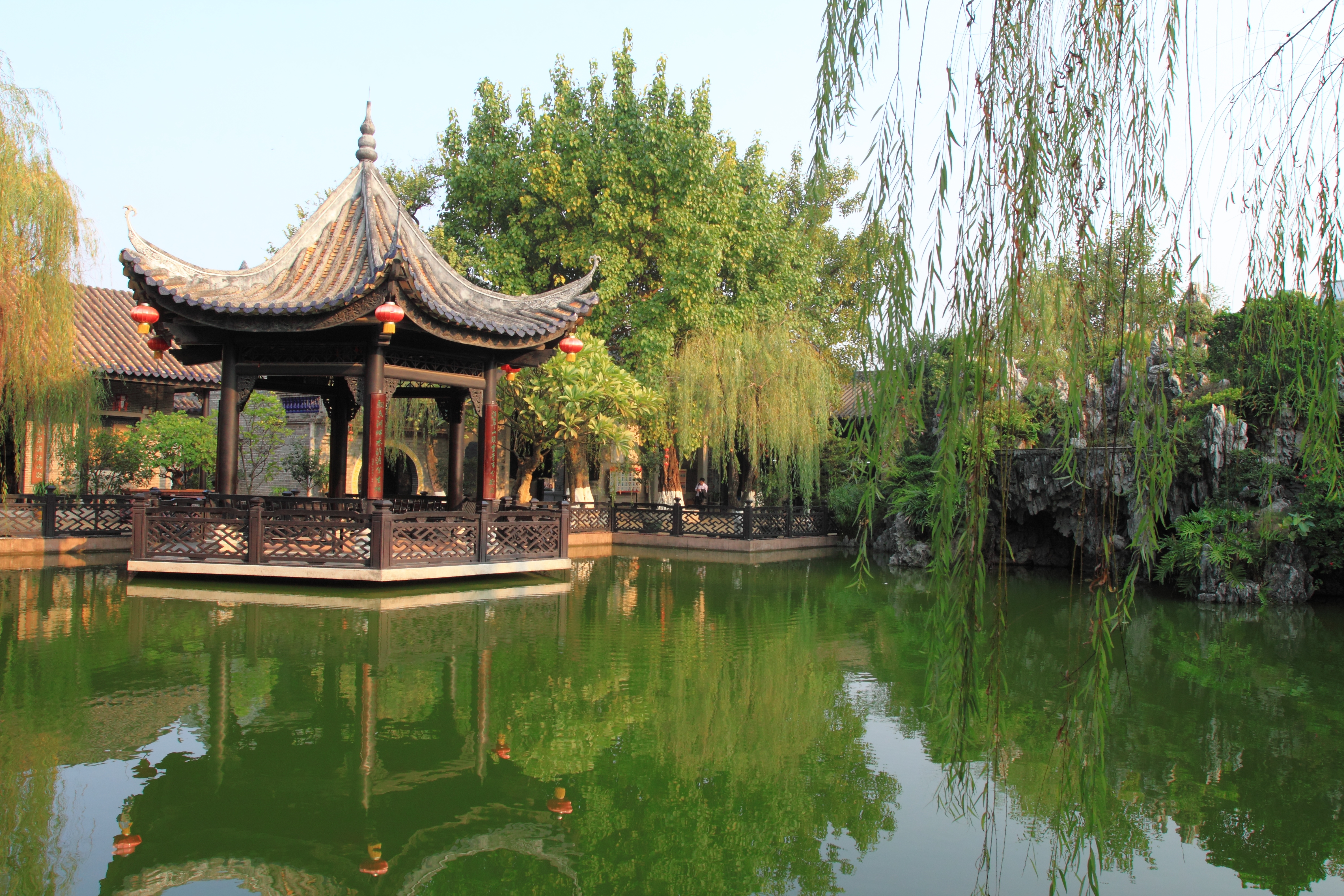
餘蔭山房的水池；和江南園林不同，岭南园林不用自然水池形状。園林建筑规模较小

嶺南園林是嶺南獨具一格的園林設計，當中最有代表性是要數廣東的粵中四大名園。
傳統上讲，嶺南地區山水优美而又臨海，向北有五嶺阻挡，環境和北方地区不同，所以發展出独特的本土风格。嶺南地區湿热多雨，所以广府人建造園林时多數會用庭院式佈局，用建築物將庭園圍住，保护花草免于风吹雨打，而且还可以用这些植物遮阳降温。地理特徵亦令嶺南園林在規模上面比較小，又不像中原的园林受皇家典章规制（「山高皇帝遠」），而會使用木棉樹这类有本土特色的植物，及用许多木雕和陶瓷这些民間工藝品作裝飾，如廣州20世紀初的寶墨園。而因为规模小，少有山土，所以會「以石為山」，用石頭做假山，例如餘蔭山房就使用这種手法。總體来講，这些特徵令嶺南風格的園林比較貼近大眾，更显樸素。
此外，嶺南園林在许多方面見得到西歐文化的影響。在理水方面，嶺南園林不像江南園林用自然池形的水面，更多是规则的几何轮廓。如餘蔭山房由兩個規則形狀的水池並列做水庭，環繞八角亭的水渠兩邊用園徑和花圃散點山石，还有荔枝和大樹菠蘿这些有嶺南特色的植物。在裝飾方面，嶺南園林中可以見到如拱形門窗、歐陸式柱頭，或者有色玻璃这些欧洲风格的飾物。